# Джерико, Крис

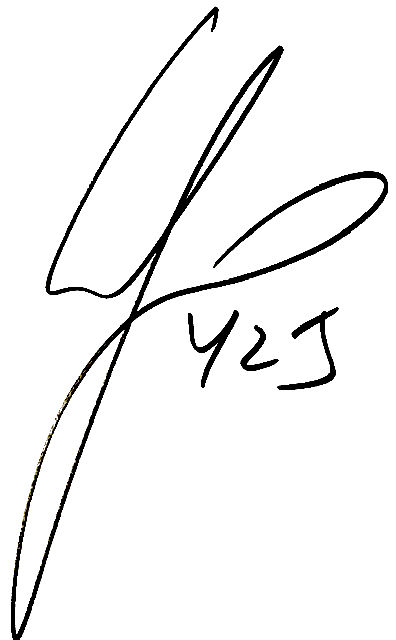
Автограф Криса Джерико

Кристофер Кит Ирвайн (англ. Christopher Keith Irvine, род. 9 ноября 1970, Манхассет, Нью-Йорк) — американский и канадский рестлер и рок-музыкант, известный под псевдонимом Крис Дже́рико (англ. Chris Jericho). В настоящее время выступает в All Elite Wrestling, где является лидером группировки «Дерево познания». Он был назван журналистами и коллегами по индустрии одним из величайших рестлеров всех времён.
В 1990-х годах Джерико выступал за американские организации Extreme Championship Wrestling (ECW) и World Championship Wrestling (WCW), а также за промоушены в таких странах, как Канада, Япония и Мексика. В конце 1999 года он дебютировал в World Wrestling Federation (WWF). В 2001 году он стал первым бесспорным чемпионом WWF и, соответственно, последним обладателем титула чемпиона мира в тяжёлом весе WCW, завоевав и объединив титулы чемпиона WWF и чемпиона мира, победив Стива Остина и Скалу в один день. Во время своей карьеры в WWF/WWE Джерико был хедлайнером многих PPV-шоу, в том числе WrestleMania X8. В 2010 году он был введён в Зал славы издания Wrestling Observer Newsletter.
В WWF/WWE Джерико является восьмикратным чемпионом мира, выиграв один раз бесспорное чемпионство WWF, два раза титул чемпиона мира WCW и три раза титул чемпиона мира в тяжёлом весе. Он также рекордные девять раз владел интерконтинентальным чемпионством WWE и стал девятым чемпионом Тройной короны, а также четвёртым чемпионом Большого шлема в WWE.
После ухода из WWE в 2018 году Джерико подписал контракт с New Japan Pro-Wrestling (NJPW), где он стал однократным интерконтинентальным чемпионом IWGP, став первым человеком, владевшим интерконтинентальным чемпионством WWE и IWGP. Джерико присоединился к AEW в январе 2019 года и в августе того же года стал первым в истории обладателем титула чемпиона мира AEW. Всего в ECW, WCW, WWE, NJPW и AEW Джерико завоевал 36 чемпионских титулов.
В 1999 году Джерико стал ведущим вокалистом хеви-метал группы Fozzy, которая в следующем году выпустила свой одноимённый дебютный альбом. Ранние работы группы состоят в основном из кавер-версий, но начиная с третьего альбома, All That Remains (2005), они сосредоточились на оригинальном материале. Джерико также участвовал в многочисленных телевизионных шоу, включая сезон «Танцев со звездами» 2011 года.

## Ранняя жизнь
Кристофер Кит Ирвайн родился в Манхассете, Нью-Йорк в канадской семье. Он имеет шотландское происхождение со стороны отца и украинское со стороны матери; девичья фамилия матери — Клевчук, её родители родились в Российской империи и эмигрировали в Канаду в 1920-х годах. Отец, хоккеист NHL Тед Ирвайн, на момент его рождения играл за «Нью-Йорк Рейнджерс», где Ирвайн и вырос. Он имеет двойное гражданство — американское и канадское. Интерес Ирвайна к рестлингу начался, когда он вместе с семьёй начал смотреть American Wrestling Association (AWA), шоу которой проходили в Виннипега, а его желание стать рестлером возникло, когда он увидел шоу, на которых Оуэн Харт, выступавший тогда в Stampede Wrestling, выполнял различные воздушные приёмы. Кроме того, Ирвайн называл старшего брата Оуэна Брета, Рики Стимбота и Шона Майклза в качестве своих вдохновителей. Его первый опыт в рестлинг-промоушене состоялся, когда он работал в составе административной команды в первом туре недавно открывшегося промоушена Keystone Wrestling Alliance, где он научился важным приёмам от независимых рестлеров Кэтфиша Чарли и Кейвмена Брода. Он учился в колледже Red River в Виннипеге, который окончил в 1990 году со степенью бакалавра в области творческих коммуникаций.

## Карьера в рестлинге

### Независимая сцена (1990—1991)
В возрасте 19 лет он поступил в школу рестлинга братьев Харт, где в первый же день познакомился с Лэнсом Штормом. Его тренировали Эд Лэнгли и местный рестлер из Калгари Брэд Янг.
Через два месяца после окончания обучения он был готов начать выступать на независимых шоу и дебютировал 2 октября 1990 года в Moose Hall в Поноке, Альберта, как «Ковбой» Крис Джерико, в десятиминутном против Шторма, который закончился ничьей. После этого пара работала в команде, первоначально называвшейся «Внезапный удар». Согласно интервью Рича Айзена на «Шоу Рича Айзена» в феврале 2019 года, Джерико заявил, что его первоначальное имя было «Джек Экшн», но кто-то заметил, что это имя глупое, тогда его спросили, как его зовут на самом деле, он занервничал и сказал «Крис Джерико». Имя Джерико он взял из альбома «Walls of Jericho» немецкой пауэр-метал группы Helloween. Джерико и Шторм работали у Тони Конделло в турах по Северной Манитобе с Адамом Коуплендом (Эдж), Джейсоном Резо (Кристиан) и Терри Герином (Райно). Команда также выступала в Калгари в Canadian National Wrestling Alliance (CNWA) и Canadian Rocky Mountain Wrestling (CRMW).
В 1991 году Джерико вместе со Штормом начал гастролировать в Японии для Frontier Martial-Arts Wrestling, где он подружился с Рикки Фуджи, который также тренировался у Стю Харта.

### Consejo Mundial de Lucha Libre и другие мексиканские промоушны (1992—1995)
Зимой 1992 года он отправился в Мексику и выступал под именем Леон Д’Оро («Золотой лев», имя, которое фанаты выбрали для него в результате голосования между «Хи-Мэн», «Крис Пауэр» и предпочтительным вариантом «Леон Д’Оро»), а затем Корасон де Леон («Львиное сердце»).
С 1993 по 1995 год он выступал в старейшем мексиканском промоушене Consejo Mundial de Lucha Libre (CMLL). В CMLL Джерико сразился с Серебряным Королём, Негро Касасом и Ультимо Драгоном, после чего одиннадцать месяцев был чемпионом NWA в среднем весе, выиграв титул в декабре 1993 года.

### Smoky Mountain Wrestling (1994)
В 1994 году Джерико воссоединился со Штормом в качестве команды The Thrillseekers в промоушене Джима Корнетта Smoky Mountain Wrestling (SMW), где они враждовали с такими командами, как «Велл Данн», «Рок-н-ролл экспресс» и «Небесные тела».

### Wrestling and Romance (1994—1996)
В конце 1994 года Джерико начал регулярно выступать в Японии за промоушен Гэнъитиро Тенрю Wrestling and Romance (позже известный как Wrestle Association «R», WAR) под именем «Львиное сердце». В ноябре 1994 года Ультимо Драгон победил его в борьбе за титул чемпиона мира NWA в среднем весе, который он завоевал, выступая в Мексике.
В марте 1995 года Джерико проиграл Гедо в финале турнира по определению первого в истории международного чемпиона WAR в полутяжёлом весе. В июне 1995 года он победил Гедо в борьбе за чемпионский титул, а в следующем месяце проиграл Ультимо Драгону. В декабре 1995 года Джерико участвовал во втором турнире Super J-Cup, победив в первом раунде Хандзо Накадзиму, но проиграв во втором раунде Дикому Пегасу.
В 1995 году Джерико присоединился к группировке Fuyuki-Gun вместе с Хиромичи Фуюки, Гедо и Джадо, взяв себе имя Лайон До. В феврале 1996 года Джерико и Гедо выиграли турнир за недавно созданный титул международных командных чемпионов в полутяжёлом весе, победив в финале Лэнса Шторма и Юдзи Ясураоку. В следующем месяце они проиграли титул Шторму и Ясураоке. Джерико выступил в WAR в июле 1996 года, проведя за компанию в общей сложности двадцать четыре тура.

### Extreme Championship Wrestling (1996)
В 1995 году, отчасти благодаря рекомендациям Криса Бенуа, Дэйва Мельтцера и Перри Сатурна, а также после того, как Мик Фоли увидел матч Джерико против Ультимо Драгона в июле 1995 года и дал запись матча Хейману, Джерико начал выступать в филадельфийском промоушене Extreme Championship Wrestling (ECW) и выиграл титул телевизионного чемпиона ECW у Питбуля № 2 в июне 1996 года на Hardcore Heaven. Во время выступления в ECW Джерико боролся с Тэзом, Сабу, Робом Ван Дамом, Кактусом Джеком, Шейном Дугласом и 2 Колд Скорпио. Своё последнее выступление он совершил на шоу The Doctor Is In в августе 1996 года. Именно в это время он привлёк внимание World Championship Wrestling (WCW).

### World Championship Wrestling (1996—1999)

#### Ранние появления (1996—1997)
Джерико дебютировал в WCW 20 августа 1996 года, победив Мистера Джей Ли, что произошло в эфире 31 августа в эпизоде Saturday Night. Телевизионный дебют Джерико в WCW состоялся 26 августа на Monday Nitro против Алекса Райта в матче, который закончился безрезультатно. Он дебютировал на PPV-шоу 15 сентября против Криса Бенуа, проиграв на Fall Brawl. В следующем месяце, на Halloween Havoc, Джерико проиграл члену «Нового мирового порядка» (nWo) Сикксу из-за необъективного судейства рефери nWo Ника Патрика. Это привело к матчу между Джерико и Патриком на World War 3, который предусматривал, что одна рука Джерико будет связана за спиной. Несмотря на то, что всё были против него, Джерико выиграл матч. Позже тем же вечером Джерико участвовал в одноимённом баттл-рояле за будущий матч за звание чемпиона мира WCW в тяжёлом весе, но не смог выиграть матч.
Джерико представлял WCW против члена nWo Japan Масахиро Тёно, проиграв на шоу nWo Souled Out. На SuperBrawl VII Джерико безуспешно боролся с Эдди Герреро за титул чемпиона Соединённых Штатов WCW в тяжёлом весе.

#### Чемпион в первом тяжёлом весе (1997—1998)
28 июня 1997 года Джерико победил Сиккса на живом мероприятии Saturday Nitro в Лос-Анджелесе, Калифорния, и впервые завоевал титул чемпиона WCW в первом тяжёлом весе, выиграв таким образом свой первый титул в WCW. Джерико успешно защитил титул против Ультимо Драгона на Bash at the Beach, а затем проиграл титул Алексу Райту на выпуске Monday Nitro от 28 июля. Джерико безуспешно бросил вызов Райту в борьбе за титул на Road Wild, а затем победил Райта в матче-реванше и завоевал свой второй титул чемпиона в первом тяжёлом весе на выпуске Saturday Night от 16 августа. Джерико начал враждовать с Эдди Герреро за этот титул. Он успешно защитил титул против Герреро на Clash of the Champions XXXV, а затем проиграл титул Герреро на Fall Brawl. Джерико победил Гедо на Halloween Havoc. На World War 3 Джерико участвовал в одноимённом баттл-рояле, но не смог победить.
На эпизоде Thunder от 15 января 1998 года Джерико победил Эдди Герреро и получил право на титульный бой с Реем Мистерио-младшим за титул чемпиона в первом тяжёлом весе на Souled Out. Джерико выиграл матч, а после него стал хилом, ударив Мистерио ящиком для инструментов по колену. По сюжету, Мистерио требовалось шесть месяцев на восстановление, прежде чем он смог вернуться на ринг. Затем у Джерико была короткая вражда с Хувентудом Геррерой, в которой Геррера неоднократно просил Джерико дать ему шанс на чемпионский титул в первом тяжёлом весе, но Джерико постоянно отказывал ему. Кульминацией вражды стал матч за титул против маски Герреро на SuperBrawl VIII. После этого матча Джерико начал собирать и надевать на ринг трофейные предметы своих побеждённых противников, такие как маска Герреры, гавайское платье Принца Иаукеа и повязка Диско Инферно.
Затем Джерико начал долгую вражду с Дином Маленко, в которой Джерико неоднократно заявлял, что он лучший рестлер, чем Маленко, но отказывался с ним бороться. Из-за своего мастерства в технической борьбе Маленко был известен как «Человек 1000-и захватов», поэтому Джерико утверждал, что он «Человек 1004-х захватов». В своей автобиографии Джерико упоминает, что эта фраза возникла из интервью IWA, которое он видел в детстве, где менеджер Флойд Кречман утверждал, что Лео Берк, первый рестлер, которого называли «Человек 1000-и захватов», теперь известен как «Человек 1002-х захватов», на что Флойд Кречман заявил, что «он выучил ещё два».
Во время эпизода Nitro 30 марта 1998 года, после победы над Марти Джаннетти, Джерико достал длинную стопку бумаги, на которой были перечислены все 1004 известных ему захвата, и прочитал их зрителям. Многие из этих приёмов были вымышленными, и почти каждый второй приём был «армбаром». В эпизоде Thunder от 12 марта 1998 года Маленко победил рестлера в маске Хувентуда Герреры, который, как казалось, был Джерико. Однако на самом деле рестлером в маске был Ленни Лейн, которого Джерико подкупил, чтобы тот появился в матче. Это положило начало небольшой вражде между Лейном и Джерико после того, как Джерико отказался платить Лейну. На Uncensored Джерико наконец-то сразился с Маленко и победил его, после чего Маленко взял отпуск от рестлинга. Затем Джерико принёс с собой на ринг портрет Маленко, который он оскорбил и обесчестил. Непосредственно перед Slamboree Джей Джей Диллон (которого Джерико называл «Джо Джо») назначил баттл-роял в первом тяжёлом весе, победитель которого должен был сразу же получить шанс на титул Джерико. Джерико согласился на том основании, что тот, с кем он встретится, будет слишком уставшим, чтобы выиграть второй матч. На Slamboree Джерико вышел представить участников в оскорбительной манере перед началом матча, а затем ушёл за кулисы выпить кофе. Человек, который оказался Циклопом, выиграл бой после того, как Хувентуд Геррера пожал ему руку, а затем удалился сам. Победителем стал переодетый вернувшийся Маленко. После одной из самых громких реакций толпы в истории WCW, Маленко победил Джерико в борьбе за чемпионский пояс. Джерико заявил, что он стал жертвой тщательно спланированного заговора с целью отобрать у него пояс. Сначала он обвинял раздевалку WCW, затем добавил Диллона, Теда Тёрнера и, наконец, в одном из эпизодов он ходил по Вашингтону с табличкой «Жертва заговора» и обвинил президента Билла Клинтона в том, что тот был одним из заговорщиков, после того как ему отказали во встрече. В конце концов, Маленко отказался от титула. В итоге Джерико победил Маленко на The Great American Bash и завоевал вакантный титул после того, как Маленко был дисквалифицирован после удара Джерико стулом. На следующую ночь Маленко был отстранён за свои действия.

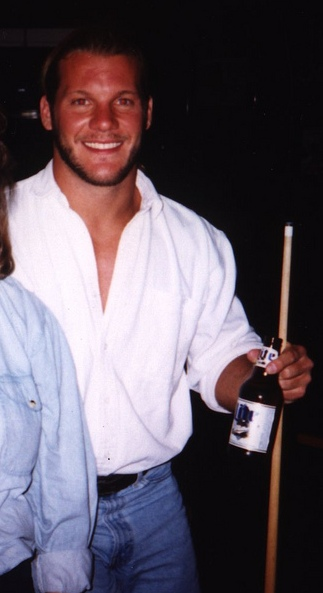
Джерико после эфира WCW Monday Nitro в 1998 году

На Bash at the Beach недавно вернувшийся Рей Мистерио-младший (который восстановился после травмы колена) победил Джерико в матче без дисквалификации после вмешательства все ещё отстранённого Маленко. На следующий вечер Джерико отвоевал у Мистерио титул чемпиона мира WCW в тяжёлом весе после того, как он прервал Джей Джей Диллона, когда Диллон передавал чемпионат Мистерио. Джерико снова получил чемпионство. В конце концов, Джерико проиграл титул Хувентуду Геррере в матче на Road Wild с Маленко в качестве специального рефери.

#### Телевизионный чемпион мира (1998—1999)
10 августа Джерико победил Стиви Рэя и завоевал титул телевизионного чемпиона мира WCW по (Стиви Рэй заменил чемпиона Букера Ти). Вскоре после этого Джерико неоднократно обращался к чемпиону мира WCW в тяжёлом весе Голдбергу, пытаясь начать с ним вражду, но так и не сразился с ним. В качестве основной причины ухода из компании Джерико называет отказ Эрика Бишоффа, Голдберга и Халка Хогана устроить Джерико быстрое поражение в матче против Голдберга на PPV-шоу, который, по мнению Джерико, должен был принести большую прибыль.
30 ноября Джерико проиграл Коннану титул телевизионного чемпиона мира WCW. В начале 1999 года Джерико начал вражду с Перри Сатурном. В ходе этой вражды Джерико и Сатурн устраивали странные матчи, например, на Souled Out, где Джерико победил Сатурна в матче «проигравший должен надеть платье». Сатурн победил Джерико на Uncensored в матче с собачьим ошейником. Джерико чередовал WCW и несколько японских туров, прежде чем 30 июня подписал контракт с World Wrestling Federation (WWF). Последний матч Джерико в WCW состоялся 21 июля на домашнем шоу, где он и Эдди Герреро проиграли Билли Кидману и Рею Мистерио-младшему в командном матче.
Через пятнадцать лет после ухода Джерико из WCW его самая известная музыкальная композиция в компании — «One Crazed Anarchist» — стала названием второго сингла с альбома его группы Fozzy 2014 года «Do You Wanna Start a War».

### New Japan Pro-Wrestling (1997—1998)
В январе 1997 года Джерико дебютировал в New Japan Pro-Wrestling (NJPW), у которой было рабочее соглашение с WCW, в роли Супер Лайгера, заклятого врага Дзюсина «Грома» Лайгера. По словам Джерико, первый матч Супер Лайгера против Кодзи Канемото на Wrestling World 1997 был так плохо принят, что от этого образа сразу же отказались. Во время матча Джерико сделал несколько неудачных приёмов и жаловался, что ему трудно видеть сквозь маску. Следующие шесть месяцев Джерико работал в NJPW без маски, после чего его позвали обратно в WCW. 23 сентября 1998 года Джерико вернулся в NJPW только на одну ночь на шоу Big Wednesday, выступив в команде с Чёрным Тигром против командных чемпионов IWGP в полутяжёлом весе Синдзиро Отани и Тацухито Такаива в матче за титул, который Джерико и Тигр проиграли.

### World Wrestling Federation / Entertainment (1999—2005)

#### Интерконтинентальный чемпион WWF (1999—2000)

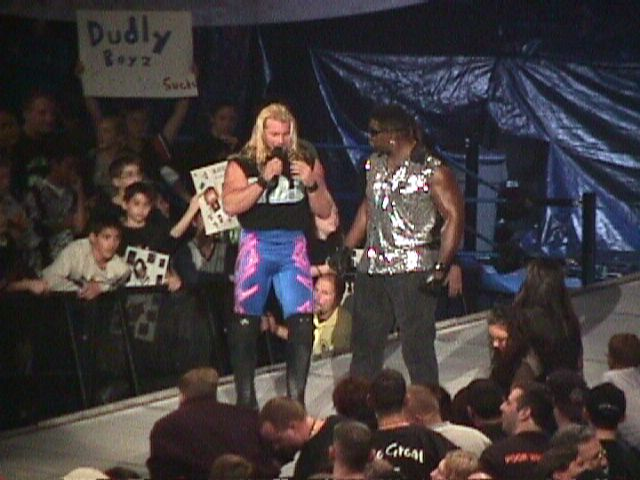
Джерико на SmackDown! в 1999 году с Мистером Хьюзом, его охранником во время соперничества с Кеном Шемроком

За несколько недель до дебюта Джерико в программах WWF появились часы с надписью «Обратный отсчёт до нового тысячелетия». В документальном фильме Break Down the Walls Джерико утверждает, что его вдохновило сделать это вступление, когда он увидел похожие часы на почте, и Винс Макмэн одобрил их использование в качестве вступления в WWF. Отсчёт наконец-то закончился в эпизоде Raw Is War от 9 августа в Чикаго, Иллинойс, когда Скала был на ринге, обращаясь к Биг Шоу. Джерико вышел на арену и провозгласил «Raw Is Jericho» и что он «пришёл спасти World Wrestling Federation», назвав себя Y2J (игра слов с Y2K). Скала продолжил словесно высмеивать его за то, что он прервал выступление. Позже в том же месяце он взаимодействовал с несколькими суперзвёздами, в частности, прервал речь, в которой участвовал Гробовщик. 26 августа Джерико дебютировал на ринге в качестве хила, проиграв матч против Роуд Догга по дисквалификации на первом в истории эпизоде SmackDown!.
Первая длительная вражда Джерико была с Чайной, за титул интерконтинентального чемпиона WWF. Проиграв Чайне на Survivor Series, Джерико победил её и выиграл свой первый титул в WWF на Armageddon. Эта вражда включала спорное решение во время матча-реванша, в котором два разных судьи объявили каждого из них победителем в матче за титул. В результате они стали сочемпионами, во время чего Джерико стал фейсом. Он получил статус единоличного чемпиона на Royal Rumble.
Джерико проиграл титул интерконтинентального чемпиона WWF тогдашнему европейскому чемпиону WWF Курту Энглу на No Way Out. На WrestleMania 2000 Джерико участвовал в матче «Тройная угроза» против Криса Бенуа и Энгла, в котором оба титула Энгла были поставлены на кон. Джерико выиграл титул европейского чемпиона, победив Бенуа, который в свою очередь победил Джерико, выиграв интерконтинентальное чемпионство WWF. Это был первый из шести матчей на PPV-шоу между этой парой в течение двенадцати месяцев. Изначально Джерико должен был участвовать в главном событии WrestleMania, но был снят, после того как его место занял Мик Фоли, которого сценаристы изначально просили участвовать в матче. Джерико даже был заявлен на плакатах, рекламирующих матч. На следующий день Джерико проиграл титул Эдди Герреро на Raw после того, как Чайна встала на сторону Герреро.
На эпизоде Raw от 17 апреля Джерико победил Трипл Эйча в матче за титул чемпиона WWF. Рефери Эрл Хебнер сделал быстрый отсчёт, когда Джерико удерживал Трипл Эйча, в результате чего Джерико выиграл титул. Позже Хебнер отменил это решение из-за давления со стороны Трипл Эйча, и WWE не признала чемпионство Джерико. 19 апреля Джерико победил Эдди Герреро на шоу памяти Гэри Олбрайта, организованном World Xtreme Wrestling (WXW). В эпизоде SmackDown! от 4 мая Джерико победил Бенуа и выиграл свой третий титул интерконтинентального чемпиона WWF, но через четыре дня проиграл титул Бенуа на Raw. Вражда Джерико с Трипл Эйча закончилась на Fully Loaded, когда они участвовали в матче «Последний живой». Джерико проиграл всего одну секунду, несмотря на то, что жена Трипл Эйча, Стефани, неоднократно помогала ему в матче.
На Royal Rumble 2001 года Джерико победил Криса Бенуа в матче с лестницами и в четвёртый раз завоевал интерконтинентальное чемпионство WWF. На WrestleMania X-Seven он успешно защитил свой титул в матче против Уильяма Ригала, но через четыре дня проиграл его Трипл Эйчу. На Judgment Day Джерико и Бенуа победили в командном матче и получили возможность сразиться со Стивом Остином и Трипл Эйчем за их командное чемпионство WWF на Raw на следующий вечер. Бенуа и Джерико выиграли матч, в ходе которого Трипл Эйч порвал квадрицепс и выбыл до конца года из-за травмы. Бенуа и Джерико впервые стали командными чемпионами WWF. Команда защитила свой титул в матче TLC, в котором Бенуа получил травму на целый год, пропустив пикирующий удар головой через стол. Несмотря на то, что Бенуа вынесли на носилках, он вернулся в матч, поднялся по лестнице и сохранил чемпионский титул. Спустя месяц они проиграли титул «Братьям Дадли» в эпизоде SmackDown! от 21 июня. На King of the Ring Бенуа и Джерико участвовали в матче «Тройная уроза» за титул чемпиона WWF Остина, в который вмешался Букер Ти, что послужило началом сюжета «Вторжение». Несмотря на вмешательство Букера Ти, Остин сохранил титул.

#### Неоспоримый чемпион WWF (2001—2002)
В последующие месяцы Джерико стал главной силой сюжета «Вторжение», в котором WCW и ECW объединили свои усилия, чтобы победить WWF. Джерико остался на стороне WWF, несмотря на то, что ранее выступал в WCW и ECW. Однако Джерико начал проявлять ревность к своему товарищу по WWF Скале. Они встретились в матче за титул чемпиона WCW на шоу No Mercy после того, как Джерико победил Роба Ван Дама в матче претендентов номер один на эпизоде SmackDown! 11 октября. Джерико выиграл титул чемпиона WCW на No Mercy, завоевав свой первый титул чемпиона мира. Спустя одну ночь, отложив свои разногласия в сторону, они со Скалой выиграли командное чемпионство WWF у «Братьев Дадли».
После того, как они проиграли титулы Тесту и Букеру Ти на эпизоде SmackDown! 1 ноября, они продолжили свою вражду. В эпизоде Raw от 5 ноября Скала победил Джерико, чтобы вернуть себе титул чемпиона WCW. После матча Джерико атаковал Скалу стальным стулом. На Survivor Series Джерико стал хилом, едва не лишив команду WWF победы после того, как он вылетел из матча «Победитель получает всё», снова напав на Скалу. Несмотря на это, команда WWF выиграла матч. На шоу Vengeance Джерико победил Скалу в борьбе за титул чемпиона мира (бывший титул чемпиона WCW) и Стива Остина в борьбе за свой первый титул чемпиона WWF, став первым рестлером, владевшим обоими титулами одновременно, что сделало его первым в истории неоспоримым чемпионом WWF, а также четвёртым чемпионом Большого шлема в его оригинальном формате. Он сохранил титул на Royal Rumble против Скалы и на No Way Out против Остина. Позже Джерико проиграл титул победителю «Королевская битва» Трипл Эйчу в главном событии WrestleMania X8. Позже Джерико был призван на бренд SmackDown! на первой драфт-лотерее WWF. Затем он появился на Backlash, вмешавшись в матч за неоспоримое чемпионство WWF против Голливуда Халка Хогана. Его быстро выкинули с ринга, но Трипл Эйч проиграл матч. Это привело к матчу «Ад в клетке» на Judgment Day в мае, где Трипл Эйч вышел победителем. Затем Джерико принял участие в турнире «Король ринга», победив Эджа и Большого Вальбовского, и вышел в полуфинал, где на King of the Ring его победил Роб Ван Дам. В июле он начал вражду с дебютировавшим Джоном Синой, проиграв ему на шоу Vengeance.

#### Команда и вражда с Кристианом (2002—2004)

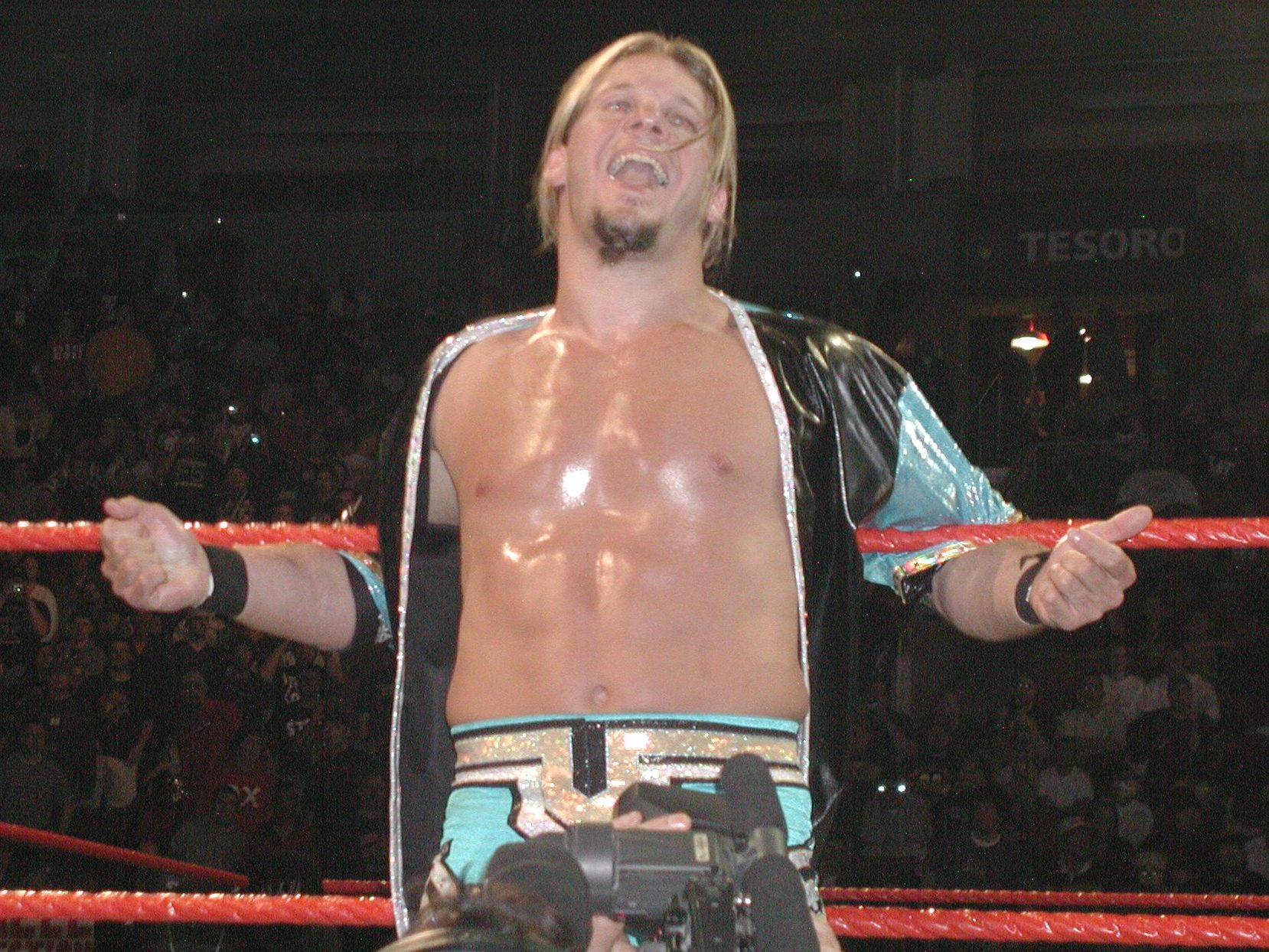
Выход Джерико на ринг на Raw

После окончания вражды с Синой Джерико перешёл на бренд Raw, не желая работать на генерального менеджера SmackDown! Стефани Макмэн. По прибытии на бренд он начал вражду с Риком Флэром, что привело к матчу на SummerSlam, который Джерико проиграл. В эпизоде Raw от 16 сентября он в пятый раз выиграл интерконтинентальное чемпионство WWE у Роба Ван Дама, а через две недели на Raw проиграл титул Кейну. Позже он сформировал команду с Кристианом, с которым выиграл титул командных чемпионов мира, победив Кейна и Урагана 14 октября на Raw. Кристиан и Джерико уступили титулы Букеру Ти и Голдасту на Armageddon.

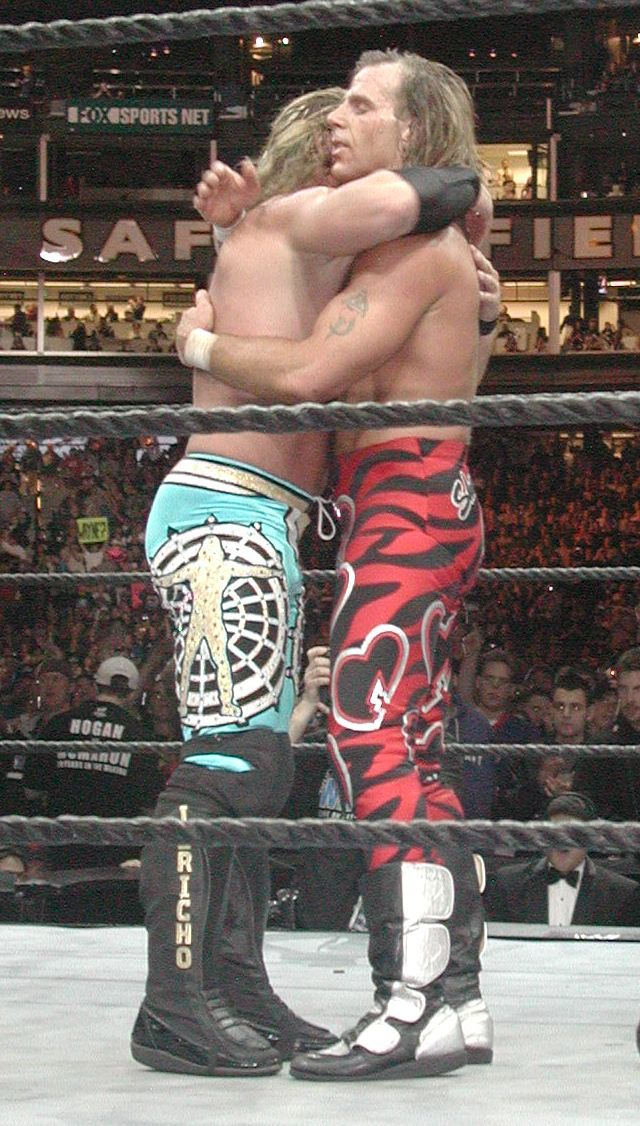
Джерико и Шон Майклз после их матча на WrestleMania XIX (2003)

На эпизоде Raw от 13 января 2003 года Джерико выиграл соревнование против Кейна, Роба Ван Дама и Батисты, чтобы выбрать свой номер для участия в матче «Королевская битва». Он выбрал номер два, чтобы начать матч с Шоном Майклзом, который бросил ему вызов, чтобы доказать утверждения Джерико о том, что он лучше Майклза. После выхода Майклза, Джерико вошёл в матч в качестве второго участника. Кристиан, одетый в костюм Джерико, появился в тот момент, когда настоящий Джерико напал на Шона сзади. Вскоре после этого он устранил Майклза, но Майклз отомстил позже в матче, заставив Теста устранить Джерико. Джерико одновременно враждовал с Тестом, Майклзом и Джеффом Харди, победив Харди на No Way Out. Джерико и Майклз снова сразились на WrestleMania XIX, и Майклз победил. Однако после матча Джерико атаковал Майклза ударом ниже пояса после объятий.
После этого матча Джерико вступил в соперничество с Голдбергом, которое было подогрето отказом Голдберга драться с Джерико в WCW. Во время первого эпизода Highlight Reel, интервью, где Голдберг был гостем, Джерико пожаловался, что никто не хочет видеть Голдберга в WWE, и продолжал оскорблять его в последующие недели. На эпизоде Raw от 12 мая неизвестный попытался переехать Голдберга на лимузине. Неделю спустя согенеральный менеджер Raw Стив Остин допросил нескольких суперзвёзд Raw, чтобы выяснить, кто был за рулём автомобиля. Одним из допрашиваемых был Лэнс Шторм, который признался, что нападавший был он. Остин заставил Шторма провести матч с Голдбергом, который победил Шторма. После матча Голдберг заставил Шторма признать, что именно Джерико был тем человеком, который подговорил Шторма переехать его. На эпизоде Raw от 26 мая Голдберг снова стал гостем программы Highlight Reel. Джерико выразил ревность к успеху Голдберга в WCW и почувствовал, что с приходом в WWE он достиг всего, чего хотел в своей карьере, и осталось только победить Голдберга, и вызвал его на матч. На шоу Bad Blood Голдберг свёл счёты с Джерико и победил его.
В эпизоде Raw от 27 октября Джерико выиграл свой шестой титул интерконтинентального чемпиона WWE, победив Роба Ван Дама. Сразу после этого он проиграл титул Ван Даму в матче в стальной клетке. Позже, в 2003 году, Джерико начал роман с Триш Стратус, в то время как его партнёр по команде Кристиан начал роман с Литой. Однако это оказалось пари о том, кто первым переспит со своей спутницей, причём на кону стоял один канадский доллар. Стратус подслушала это и разорвала свои отношения с Джерико, который, похоже, чувствовал себя виноватым за то, что использовал Стратус. После того, как он спас её от нападения Кейна, Стратус согласилась, что они могут быть просто «друзьями». После того как Кристиан поместил Стратус в захвал «Стены Иерихона», участвуя в матче против неё, Джерико решил отомстить Кристиану, что привело к матчу на WrestleMania XX. Кристиан победил Джерико после того, как Стратус подбежала и «нечаянно» ударила Джерико (думая, что это Кристиан), а Кристиан сделал сворачивание. После матча Стратус ополчилась на Джерико и рассказала, что они с Кристианом были парой. Это откровение привело к матчу с гандикапом на Backlash, который выиграл Джерико. На Unforgiven в матче с лестницами против Кристиана Джерико выиграл свой рекордный седьмой титул интерконтинентального чемпиона WWE, побив предыдущий рекорд, принадлежавший Джеффу Джарретту с 1999 года. Седьмое чемпионство Джерико было недолгим, так как он проиграл Шелтону Бенджамину во вторник на Taboo Tuesday.

#### Стремление к титулу чемпиона мира в тяжёлом весе (2004—2005)
Джерико объединился с Рэнди Ортоном, Крисом Бенуа и Мэйвеном, чтобы сразиться с Трипл Эйчем, Батистой, Эджем и Джином Снитски на Survivor Series. Матч предусматривал, что каждый член победившей команды станет генеральным менеджером Raw на следующие четыре недели. Победила команда Джерико, и они по очереди выполняли обязанности генерального менеджера. Во время пребывания Джерико на посту генерального менеджера титул чемпиона мира в тяжёлом весе был объявлен вакантным, так как матч «Тройная угроза» за титул неделей ранее закончился вничью. На New Year’s Revolution Джерико участвовал в матче Elimination Chamber против Трипл Эйча, Криса Бенуа, Батисты, Рэнди Ортона и Эджа за вакантный титул чемпиона мира в тяжёлом весе. Джерико начал матч с Бенуа и устранил Эджа, но был устранён Батистой. Победу одержал Трипл Эйч. На WrestleMania 21 Джерико принял участие в первом в истории матче с лестницами «Деньги в банке». Джерико предложил концепцию матча, и он участвовал в матче против Бенджамина, Бенуа, Кейна, Кристиана и Эджа. Джерико проиграл матч, когда Эдж забрал портфель.
На Backlash Джерико бросил вызов Шелтону Бенджамину в борьбе за титул интерконтинентального чемпиона WWE, но проиграл матч. Джерико проиграл Лэнсу Шторму на ECW One Night Stand. Джерико использовал свой старый образ «Львиное серце», вместо более известного «Y2J». Джерико проиграл матч после того, как Джейсон и Джастин Кредибл ударили Джерико сингапурской тростью, что позволило Шторму выиграть матч. На следующий вечер на Raw Джерико стал хилом, предав чемпиона WWE Джона Сину после победы над Кристианом и Тайсоном Томко в командном матче. Джерико проиграл матч за титул чемпиона WWE на Vengeance, в котором также участвовали Кристиан и Сина. Вражда продолжалась в течение лета, и Джерико проиграл Сине в матче за звание чемпиона WWE на SummerSlam.
На следующий вечер, 22 августа, в эпизоде Raw, Джерико снова встретился с Сина за звание чемпиона WWE в матче-реванше, на этот раз в матче «Ты уволен». Сина снова победил, а Джерико был уволен генеральным менеджером Raw Эриком Бишоффом. Джерико был вынесен охраной с арены, когда Курт Энгл напал на Сену. Контракт Джерико с WWE истёк 25 августа.

### Возвращение в WWE (2007—2010)

#### Вражда с Шоном Майклзом (2007—2008)

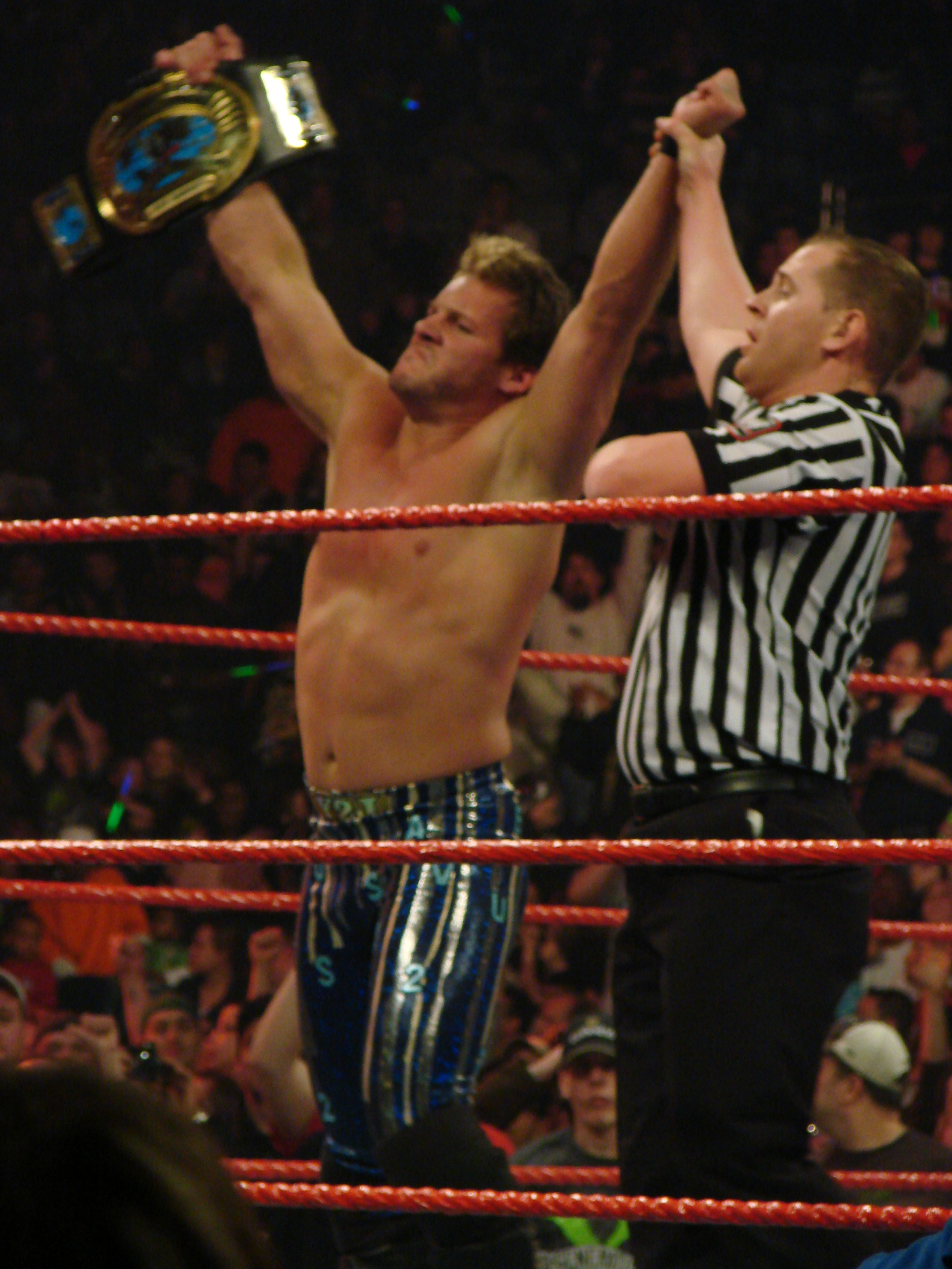
Джерико празднует после завоевания своего восьмого титула интерконтинентального чемпиона WWE в марте 2008 года

После двухлетнего перерыва WWE рекламировала возвращение Джерико, начиная с эпизода Raw от 24 сентября 2007 года, с помощью вирусной кампании, используя серию 15-секундных видеороликов с загадочным двоичным кодом, похожим на цифровой дождь «Матрицы». Видеоролики содержали скрытые сообщения и библейские отсылки, связанные с Иерихоном. Джерико вернулся на шоу WWE в качестве фейса в эпизоде Raw от 19 ноября 2007 года, когда он прервал Рэнди Ортона во время организованной Ортоном церемонии «передачи факела». Джерико заявил о своём намерении вернуть себе титул чемпиона WWE, чтобы «спасти» фанатов WWE от Ортона. В эпизоде Raw от 26 ноября Джерико победил Сантино Мареллу и дебютировал с новым финишным приёмом под названием Codebreaker. На Armageddon он участвовал в матче за титул WWE против Ортона, победив его по дисквалификации, когда в матч вмешался комментатор SmackDown! Джон «Брэдшоу» Лэйфилд (JBL), но Ортон сохранил титул. Он начал вражду с JBL и встретился с ним на Royal Rumble. Джерико был дисквалифицирован после того, как ударил JBL стальным стулом. В эпизоде Raw от 10 марта Джерико завоевал титул интерконтинентального чемпиона WWE в рекордный восьмой раз, победив Джеффа Харди.
В апреле 2008 года Джерико был вовлечён во вражду между Шоном Майклзом и Батистой, когда он предположил, что Майклзу понравилось закончить карьеру Рика Флэра, в результате чего Шон Майклз напал на него. Джерико попросил ввести его в матч между Батистой и Майклзом на Backlash, но вместо этого он был назначен специальным приглашённым рефери. Во время матча на Backlash Майклз симулировал травму колена, чтобы Джерико дал ему время на восстановление, и выманил Батисту на Sweet Chin Music для победы. После Backlash Джерико обвинил Майклза в обмане, но Майклз продолжал притворяться, что получил травму. Когда Джерико был окончательно убеждён и извинился перед Майклзом за то, что не поверил ему, Майклз признался Джерико, что он симулировал травму, и атаковал Джерико Sweet Chin Music. После проигрыша Майклзу на Judgment Day Джерико инициировал рукопожатие после матча.
В эпизоде Raw от 9 июня Джерико вёл свой сегмент ток-шоу The Highlight Reel, взяв интервью у Майклза. Джерико отметил, что фанаты все ещё поддерживали Майклза, несмотря на то, что Майклз обманывал и нападал на Джерико в течение предыдущих месяцев, в то время как Джерико освистывали, когда он пытался поступать правильно. Затем Джерико атаковал Майклза ударом ниже пояса и швырнул Майклза через телевизор, повредив глаз Майклза, и стал хилом. Это положило начало тому, что и Pro Wrestling Illustrated, и Wrestling Observer Newsletter назвали «Враждой года». На Night of Champions Джерико проиграл интерконтинентальный титул WWE Кофи Кингстону после того, как Майклз отвлёк его. В июне Джерико выбрал Лэнса Кейда в качестве протеже.

#### Чемпион мира в тяжёлом весе (2008—2009)

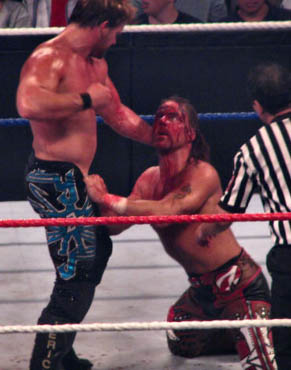
Джерико атакует травмированный глаз Майклза на The Great American Bash в 2008 году. Их соперничество было названо «Враждой года» по версии Pro Wrestling Illustrated и Wrestling Observer Newsletter

После этого Джерико стал носить костюм, вдохновлённый персонажем Хавьера Бардема Антоном Чигуром из фильма 2007 года «Старикам тут не место» и рестлером Ником Боквинкелем. Джерико и Майклз встретились на The Great American Bash в матче, который Джерико выиграл, атаковав порез на глазу Майклза. На SummerSlam Майклз сказал, что повреждение глаза заставит его закончить карьеру, и оскорбил Джерико, сказав, что он никогда не достигнет успеха Майклза. Джерико попытался напасть на Майклза, но Майклз увернулся, и Джерико ударил жену Майклза, Ребекку. В результате они подрались в несанкционированном матче на Unforgiven, который Джерико проиграл по вине судьи. Позже, в тот же вечер, Джерико вышел на матч Championship Scramble в качестве замены для защищающегося чемпиона Си Эм Панка и впоследствии выиграл титул чемпиона мира в тяжёлом весе, победив Батисту, Джона «Брэдшоу» Лэйфилда (JBL), Кейна и Рея Мистерио. Было объявлено, что Майклз бросит вызов Джерико за чемпионство в матче с лестницами на No Mercy, который Джерико выиграл. На Cyber Sunday 26 октября Джерико проиграл титул Батисте, но спустя восемь дней на 800-м эпизоде Raw вернул его в матче в стальной клетке. 10 ноября на Raw Джерико победил Майклза в матче «Последний живой» после вмешательства JBL. На Survivor Series Джерико проиграл титул чемпиона мира в тяжёлом весе вернувшемуся Джону Сине. 8 декабря на Raw Джерико был награждён премией Slammy как суперзвезда 2008 года. Шесть дней спустя он проиграл матч-реванш с Джоном Синой за звание чемпиона мира в тяжёлом весе на Armageddon.
25 января 2009 года на Royal Rumble Джерико участвовал в матче «Королевская битва», но был выброшен Гробовщиком. 15 февраля на No Way Out он участвовал в матче Elimination Chamber за звание чемпиона мира в тяжёлом весе, но не смог победить, так как был вылетел от рук Рея Мистерио. После этого Джерико начал соперничать с рестлерами-ветеранами Риком Флэром, Рики Стимботом, Джимми Снукой и Родди Пайпером, а также с актёром Микки Рурком. Изначально планировалось, что Джерико встретится с Рурком на WrestleMania 25, но позже Рурк отказался от участия в мероприятии. Вместо этого Джерико победил Пайпера, Снуку и Стимбота в с гандикапом на WrestleMania, но после матча был нокаутирован Рурком.
На эпизоде Raw от 13 апреля Джерико был призван на SmackDown в рамках драфта WWE 2009 года. Затем Джерико встретился со Стимботом в одиночном матче на Backlash, где Джерико одержал победу. В мае Джерико начал вражду с интерконтинентальным чемпионом Реем Мистерио, что привело к матчу на Judgment Day, который Джерико проиграл. Однако Джерико победил Мистерио в матче без правил на Extreme Rules и выиграл свой девятый титул интерконтинентального чемпиона, снова побив свой собственный рекорд. На The Bash Джерико проиграл чемпионство Мистерио в матче «маска против титула».

#### «Джери-Шоу» и вражда с Эджем (2009—2010)

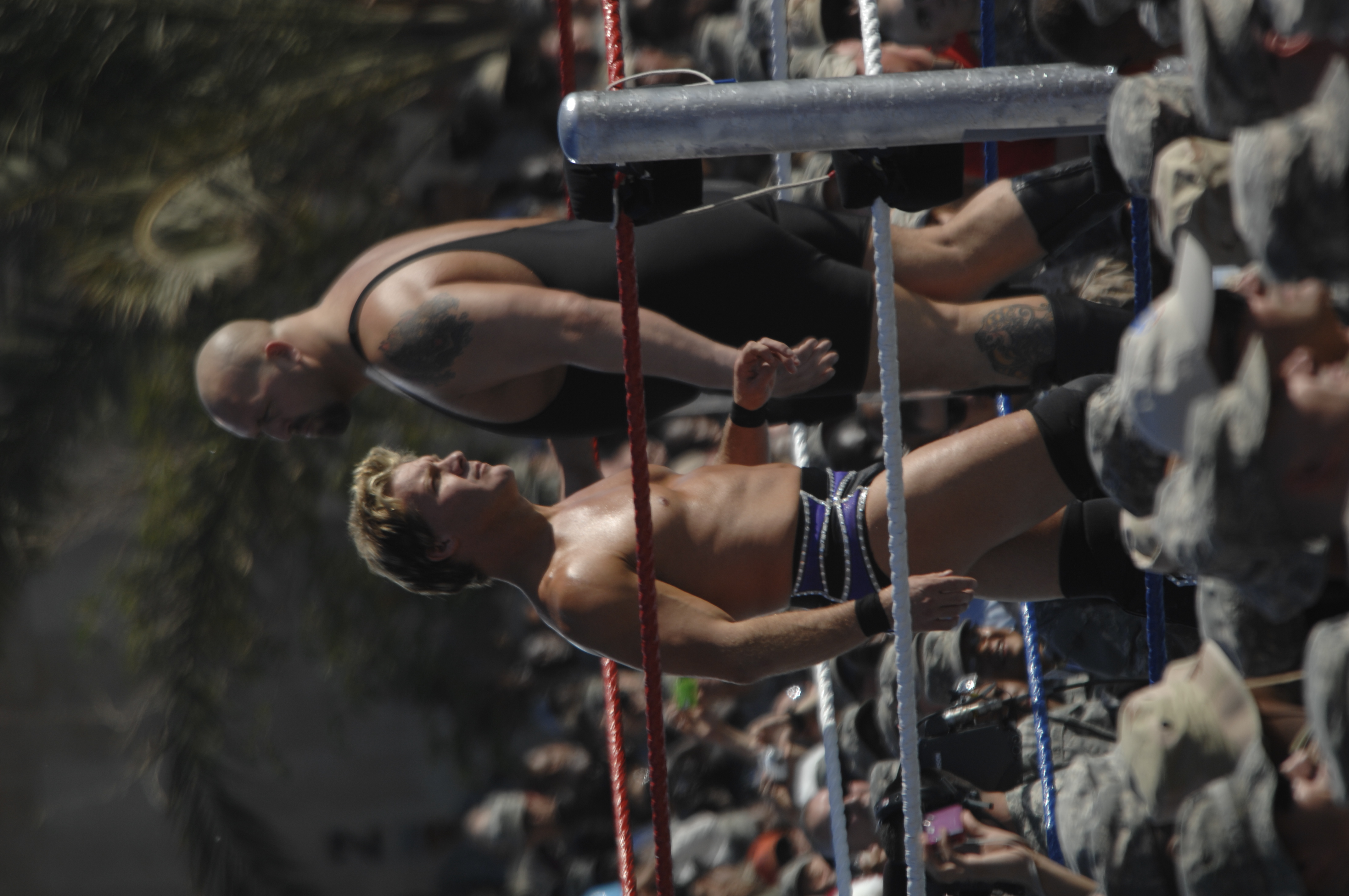
Крис Джерико и Биг Шоу

Позже на The Bash Джерико и его партнёр Эдж выиграли объединенное командное чемпионство WWE, став неожиданными участниками матча. В результате этой победы Джерико стал первым рестлером, выигравшим все (оригинальные) титулы Большого шлема. Вскоре после этого Эдж получил травму, и Джерико раскрыл пункт в своём контракте, согласно которому Эджа можно было заменить, а чемпионство Джерико продолжалось непрерывно. На Night of Champions Джерико объявил Биг Шоу своим новым партнёром по команде, создав команду, которую стали называть «Джери-Шоу». Дуэт победил Коди Роудса и Теда Дибиаси, чтобы сохранить чемпионство. «Джери-Шоу» успешно защитили титул против «Крайм Тайм» на SummerSlam, МВП и Марка Генри на Breaking Point и Рея Мистерио и Батисту на Hell in a Cell. На Survivor Series и Джерико, и Биг Шоу приняли участие в матче «тройной угрозы» за титул чемпиона мира в тяжёлом весе, но Гробовщик успешно сохранил титул. На TLC: Tables, Ladders & Chairs "Джери-Шо"у уступил титулы чемпиона D-Generation X (DX) (Шон Майклз и Трипл Эйч) в матче TLC. Будучи членом бренда SmackDown, Джерико мог появляться на Raw только в качестве чемпиона, и DX намеренно дисквалифицировали себя в матче-реванше, чтобы вытеснить Джерико с шоу. В эпизоде Raw от 4 января 2010 года DX победили «Джери-Шоу» и снова сохранили чемпионство, ознаменовав тем самым конец «Джери-Шоу».
31 января 2010 года Джерико принял участие в матче «Королевская битва», но был выброшен вернувшимся Эджем, его бывшим партнёром по команде, который выиграл матч. В матче Elimination Chamber Джерико выиграл титул чемпиона мира в тяжёлом весе, победив Гробовщика, Джона Моррисона, Рея Мистерио, Си Эм Панка и R-Truth после вмешательства Шона Майклза. На следующий вечер на шоу Raw Эдж использовал свою победу в «Королевской битве», чтобы бросить вызов Джерико в борьбе за титул чемпиона мира в тяжёлом весе на WrestleMania XXVI. Джерико победил Эджа на WrestleMania и сохранил титул, но на следующем эпизоде SmackDown проиграл Джеку Сваггеру, который обналичил свой контракт Money in the Bank. Затем на эпизоде SmackDown 16 апреля Джерико не смог отвоевать титул у Сваггера в матче «тройной угрозы», в котором также участвовал Эдж. Джерико и Эдж продолжили вражду до Extreme Rules, где Джерико потерпел поражение в матче в стальной клетке.
Джерико был призван на бренд Raw на драфте WWE 2010 года. Он сформировал команду с Мизом и безуспешно бросил вызов «Династии Хартов» за объединённое командное чемпионство WWE на Over the Limit. Месяц спустя Джерико проиграл Эвану Борну на Fatal 4-Way, но выиграл матч-реванш на следующем Raw, где он поставил на кон свою карьеру. На эпизоде Raw от 19 июля, после нападения «Нексуса», Джерико объединился с Эджем, Джоном Моррисоном, R-Truth, Дэниелом Брайаном и Бретом Хартом в команду под руководством Джона Сины, чтобы противостоять «Нексусу» на SummerSlam. Джерико и Сина препирались из-за лидерства в команде, что привело к тому, что он и Эдж напали на Сину во время матча SummerSlam, который они выиграли.
Джерико был наказан за то, что не проявил солидарность против «Нексуса», когда его исключили из матча за титул чемпиона WWE Шимуса на Night of Champions. Хотя он вновь заслужил своё место в матче после победы над «Династией Хартов» в матче в стальной клетке с гандикапом, он был первым человеком, вылетевшим из матча на Night of Champions. На эпизоде Raw от 27 сентября Джерико столкнулся с Рэнди Ортоном, который ударил его ногой по голове. Это было использовано для объяснения ухода Джерико из компании.

### Второе возвращение в WWE (2011—2018)

#### Вражда с Си Эм Панком (2011—2012)

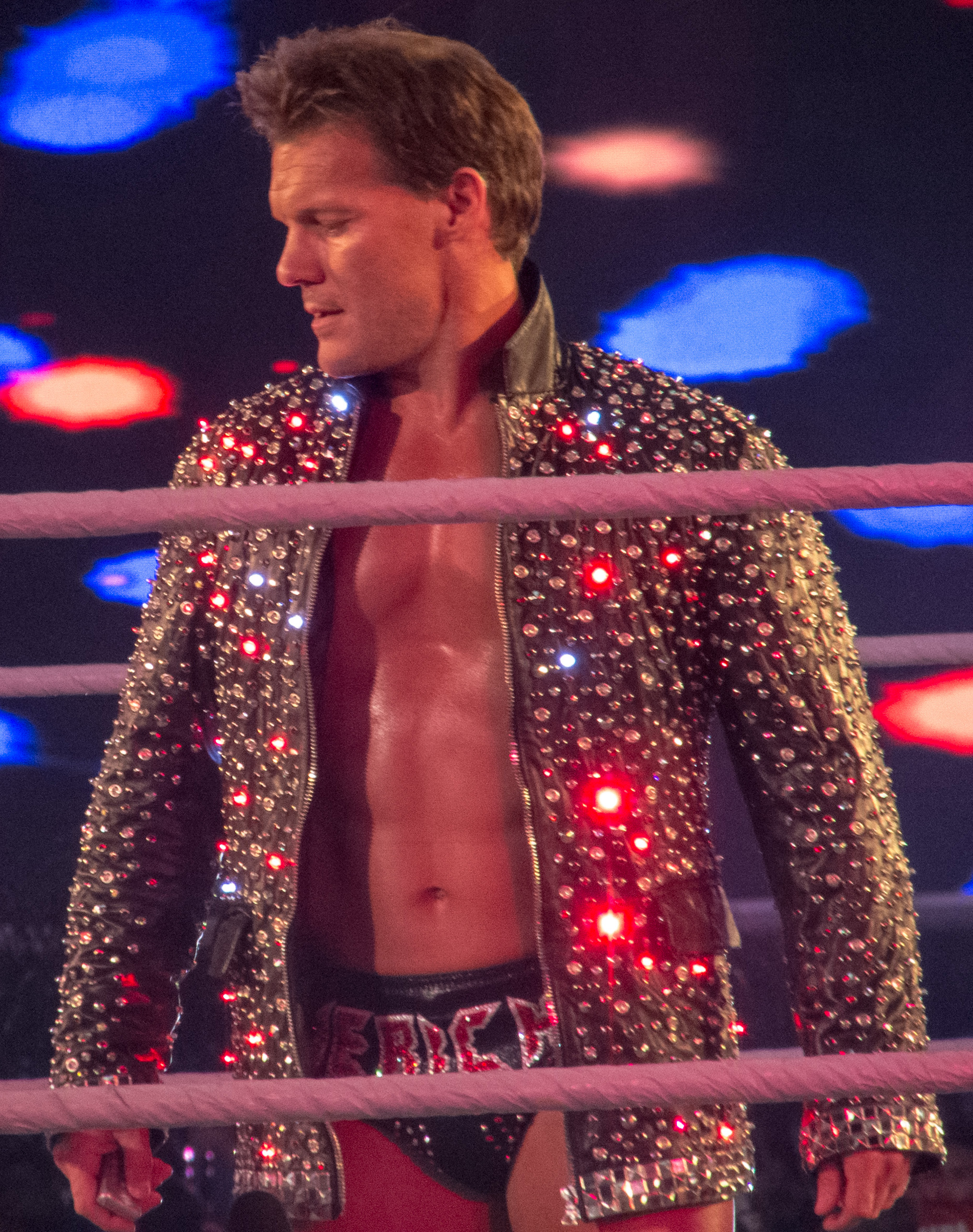
Джерико на WrestleMania XXVIII незадолго до его матча с Си Эм Панком

Начиная с ноября 2011 года, WWE транслировала загадочные ролики, рекламирующие возвращение рестлера в эпизоде Raw от 2 января 2012 года. Во время своего возвращения Джерико, поприветствовав толпу и насладившись её одобрительными возгласами, ушёл, не сказав ни слова о своём возвращении. После аналогичного странного поведения в последующие две недели Джерико выступил на Raw 23 января и сказал: «В это воскресенье на Royal Rumble наступит конец света, каким вы его знаете», но в матче «Королевская битва» он был выброшен в конце Шимусом. На эпизоде Raw от 30 января Джерико начал вражду с чемпионом WWE Си Эм Панком, напав на него во время матча с Дэниелом Брайаном. Он объяснил свои действия тем, что другие рестлеры WWE подражают ему, и назвал Панка самым страшным виновником.
На Elimination Chamber Джерико участвовал в матче Elimination Chamber за звание чемпиона WWE, войдя последним и устранив Дольфа Зигглера и Кофи Кингстона, после чего был выбит Панком из конструкции, что нанесло ему травму и вывело его из матча без удержания. На следующий вечер на Raw Джерико выиграл батт-роял десяти человек, чтобы стать претендентом номер один на титул чемпиона WWE Панка на WrestleMania XXVIII. Желая психологически надавить на Панка, Джерико рассказал, что отец Панка был алкоголиком, а сестра Панка — наркоманкой, что противоречило философии Панка — straight edge; Джерико поклялся заставить Панка обратиться к алкоголю, отобрав у него титул. На WrestleMania было добавлено условие, что Панк потеряет свой титул чемпиона WWE, если его дисквалифицируют. Во время поединка Джерико безуспешно пытался заставить Панка дисквалифицировать себя, и Панк выиграл матч.
В последующие недели Джерико продолжал враждовать с Панком, нападая на него и обливая его алкоголем после матчей. На Extreme Rules Джерико снова не смог отобрать титул чемпиона WWE у Панка в уличной драке в Чикаго.

#### Стремления к чемпионским титулам (2012—2013)
Джерико встретился с Рэнди Ортоном, Альберто Дель Рио и Шимусом в четырёхстороннем матче за звание чемпиона мира в тяжёлом весе на Over the Limit, где Шимус сохранил свой титул. 24 мая на живом мероприятии WWE в Бразилии Джерико провёл матч против Си Эм Панка, во время которого Джерико пнул бразильский флаг, из-за чего местная полиция вмешалась и пригрозила Джерико арестом. Джерико принёс извинения зрителям, что позволило возобновить шоу. На следующий день WWE отстранила Джерико на 30 дней, извинившись перед народом и правительством Бразилии. Джерико вернулся на эпизод Raw 25 июня, и его отсутствие было объяснено европейским турне с его группой Fozzy, которое совпало с его отстранением. На Money in the Bank Джерико участвовал в матче Money in the Bank, но не смог победить, так как победил Джон Сина. На следующий вечер на Raw Джерико столкнулся с Дольфом Зигглером, который заявил, что Джерико потерял хватку. Джерико атаковал Зигглера, превратившись таким образом в фейса. На SummerSlam Джерико победил Зигглера. На следующий вечер на Raw Зигглер победил Джерико в матче-реванше, в результате чего Зигглер сохранил свой контракт Money in the Bank, а контракт Джерико с WWE был расторгнут в соответствии с предматчевым условием, выдвинутым генеральным менеджером Raw Эй Джей Ли. Это было использовано для того, чтобы убрать его с телешоу, чтобы он мог гастролировать с Fozzy до конца года.
27 января 2013 года Джерико вернулся после пятимесячного перерыва, приняв участие в матче «Королевская битва» в качестве второго участника. Джерико продержался более 47 минут, после чего был выбит Дольфом Зигглером. На следующий вечер на Raw Джерико рассказал Зигглеру, что из-за смены менеджера на Raw его вновь наняла Вики Герреро, возобновив вражду с Зигглером. Затем Герреро поставила их в пару в матче против командных чемпионов WWE — Hell No (Дэниел Брайан и Кейн). Матч закончился тем, что Зигглер был удержан Кейном после того, как Джерико подставил его. После победы над Дэниелом Брайаном на Raw 11 февраля Джерико прошёл квалификацию на матч Elimination Chamber на Elimination Chamber (победитель которого становился претендентом номер один на титул чемпиона мира в тяжёлом весе на WrestleMania 29), где он стал четвёртым выбывшим. В эпизоде Raw от 11 марта Джерико встретился с Мизом в матче претендентов № 1 на титул интерконтинентального чемпиона WWE Уэйда Барретта, но матч был признан несостоявшимся после того, как Барретт вмешался и атаковал обоих. На следующей неделе они встретились с Барреттом на Raw, где он сохранил свой титул. Ранее в этом эпизоде у Джерико произошла стычка с Фанданго, в результате которой Фанданго испортил ему матч с Джеком Сваггером и напал на него четыре дня спустя на SmackDown. На WrestleMania 29 Джерико был побеждён Фанданго. В последующие недели они продолжали враждовать, пока Джерико не победил Фанданго на Extreme Rules. Затем он встретился с вернувшимся Си Эм Панком на Payback, где потерпел поражение. Затем Джерико начал враждовать с Райбеком, что привело к одиночному матчу 14 июля на Money in the Bank, где Райбек вышел победителем. На эпизоде SmackDown от 19 июля Джерико безуспешно бросил вызов Кертису Акселю за интерконтинентальное чемпионство WWE, после чего на него напал Райбек. Это было сделано, чтобы убрать Джерико с телевидения, так как он брал временный перерыв для гастролей с Fozzy до конца года и, возможно, в январе и феврале.
В ноябрьском интервью для сайта WWE Джерико рассказал, что не будет активным рестлером из-за своих музыкальных и актёрских начинаний.

#### Различные эпизодические противостояния (2014—2016)
После одиннадцатимесячного перерыва Джерико вернулся на эпизоде Raw 30 июня 2014 года, напав на Миза, который также вернулся несколькими минутами ранее. «Семья Уайаттов» вмешалась и в итоге напала на Джерико. На Battleground Джерико встретился с Брэем Уайаттом, одержав победу. На SummerSlam, когда членам «Семьи Уайаттов» Люку Харперу и Эрику Роуэну было запрещено появляться у ринга, Уайатт одержал победу. В эпизоде Raw от 8 сентября Джерико проиграл Уайатту в матче в стальной клетке, положив конец вражде. Затем Джерико стал враждовать с Рэнди Ортоном, который напал на него за неделю до этого после матча с Уайаттом. Ортон победил его на Night of Champions. В течение октября и ноября Джерико выступал исключительно на живых шоу, победив Брэя Уайатта. Джерико вернулся на телевидение WWE в декабре в качестве приглашённого генерального менеджера на эпизоде Raw от 15 декабря. В главном событии Джерико назначил себя участником уличной драки против Пола Хеймана, что привело к возвращению Брока Леснара. Прежде чем матч начался, Леснар атаковал Джерико приёмом F-5.

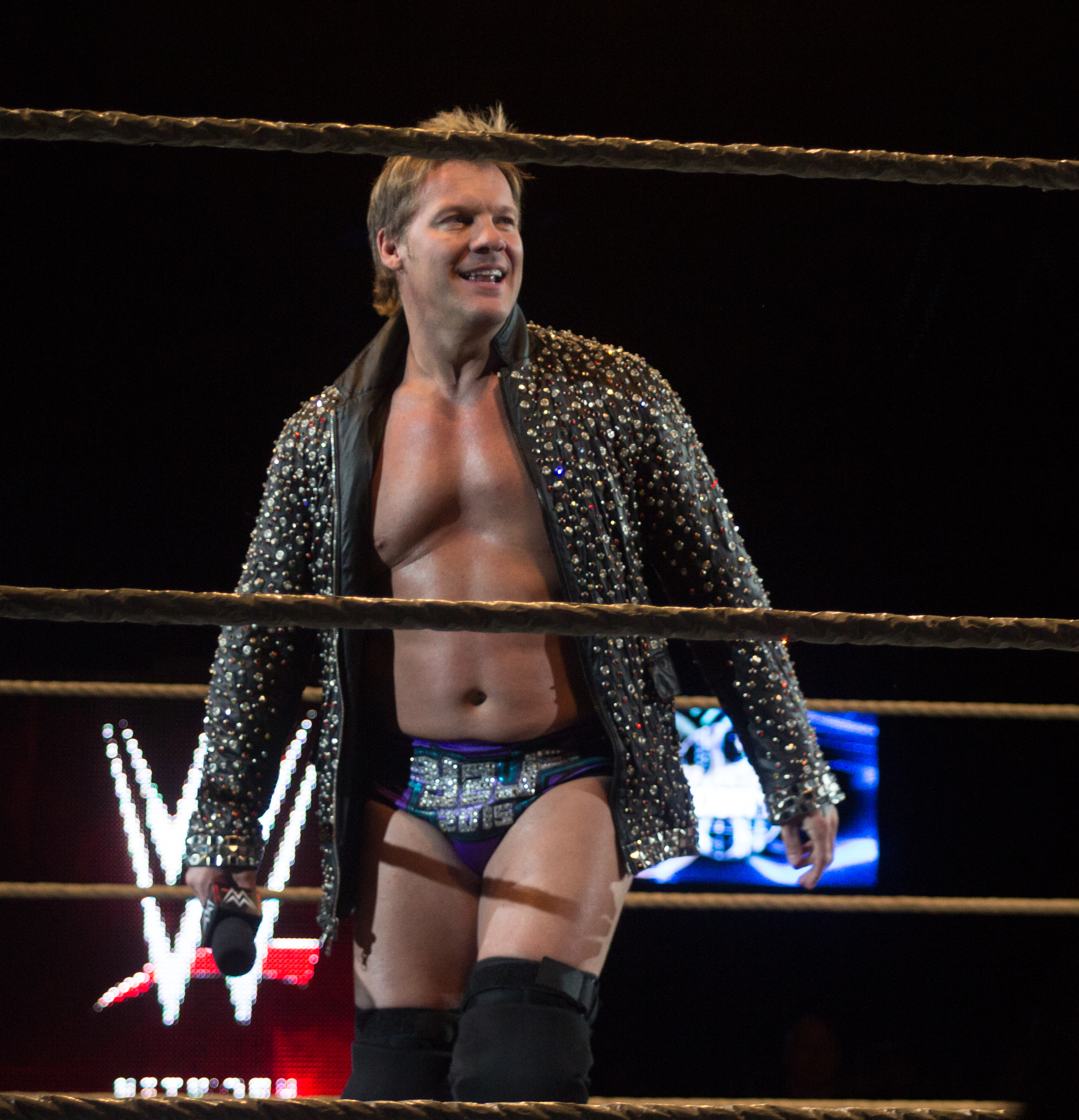
Джерико на шоу WWE в 2015 году

В январе 2015 года Джерико объявил, что подписал эксклюзивный контракт с WWE, по которому он будет выступать только на 16 домашних шоу. Позже он подписал аналогичный контракт, когда истёк срок действия первого, и выступал на домашних шоу в течение всего 2015 года. В течение этого времени он боролся с Люком Харпером, Кевином Оуэнсом и Королем Барреттом, одерживая победы. В мае 2015 года Джерико стал одним из ведущих шестого сезона шоу Tough Enough. Джерико также был ведущим двух программ Live! With Chris Jericho на WWE Network в течение 2015 года; его гостями были Джон Сина и Стефани Макмэн. Своё телевизионное возвращение Джерико совершил на шоу Beast in the East, победив Невилла. На Night of Champions Джерико был представлен в качестве таинственного партнёра Романа Рейнса и Дина Эмброуза, которые проиграли матч «Семье Уайаттов». 3 октября Джерико безуспешно сразился с Кевином Оуэнсом за интерконтинентальное чемпионство WWE на шоу Live from Madison Square Garden. Матч ознаменовал 20 лет со дня дебюта Джерико в ECW, а также отметил его 25-летие в качестве рестлера.
В эпизоде Raw от 4 января 2016 года Джерико вернулся к постоянным выступлениям на ринге и выступил против «Нового дня». На Royal Rumble 2016 года Джерико вышел в матч «Королевская битва» шестым участником и продержался более 50 минут, после чего был выброшен Дином Эмброузом. В эпизоде Raw от 25 января Джерико встретился с недавно дебютировавшим Эй Джей Стайлзом и проиграл. В эпизоде SmackDown от 11 февраля Джерико победил Стайлза. На Fastlane Стайлз одержал победу в третьем матче между ними. В эпизоде Raw от 22 февраля Джерико и Стайлз сформировали команду, названную Y2AJ. После поражения в матче с «Новым днём» на Raw 7 марта Джерико напал на Стайлза и разорвал их союз, заявив, что ему надоело, что фанаты болеют за Стайлза, а не за него. Их вражда достигла кульминации на WrestleMania 32, где Джерико победил Стайлза. Однако 4 апреля на шоу Raw Джерико участвовал в матче против Стайлза, Кевина Оуэнса и Сезаро, чтобы определить претендента № 1 на звание чемпиона мира WWE в тяжёлом весе, но потерпел поражение, будучи удержанным Стайлзом, что положило конец их вражде.
На следующей неделе на Raw Дин Эмброуз прервал сегмент Highlight Reel, передав Джерико записку от Шейна Макмэна о замене сегмента на The Ambrose Asylum, что положило начало вражде между ними. В это время Джерико изменил свой образ. Он стал высокомерным и ребячливым, носил дорогие шарфы и называл всех, кто ему потворствовал, «тупыми идиотами». На Payback Джерико столкнулся с Эмброузом, но проиграл. После нападения друг на друга и уничтожения Эмброузом светящегося пиджака Джерико, Джерико получил вызов от Эмброуза на матч «Убежище» на Extreme Rules, где Эмброуз снова победил Джерико после того, как Джерико был брошен в кучу канцелярских кнопок. На эпизоде Raw от 23 мая Джерико победил Аполло Крюса, чтобы получить право на участие в матче на Money in the Bank, где Джерико не смог победить, так как матч выиграл Эмброуз. 19 июля на драфте WWE 2016 года Джерико был выбран на бренд Raw. На Battleground 24 июля Джерико провёл сегмент Highlight Reel с вернувшимся Рэнди Ортоном, где он получил RKO от Ортона после того, как оскорбил его. На следующий вечер на Raw Джерико участвовал в четырёхстороннем матче, чтобы определить первого претендента на недавно созданный титул чемпиона Вселенной WWE на SummerSlam, но ему не удалось победить, так как матч выиграл Роман Рейнс.

#### Список Джерико (2016—2017)

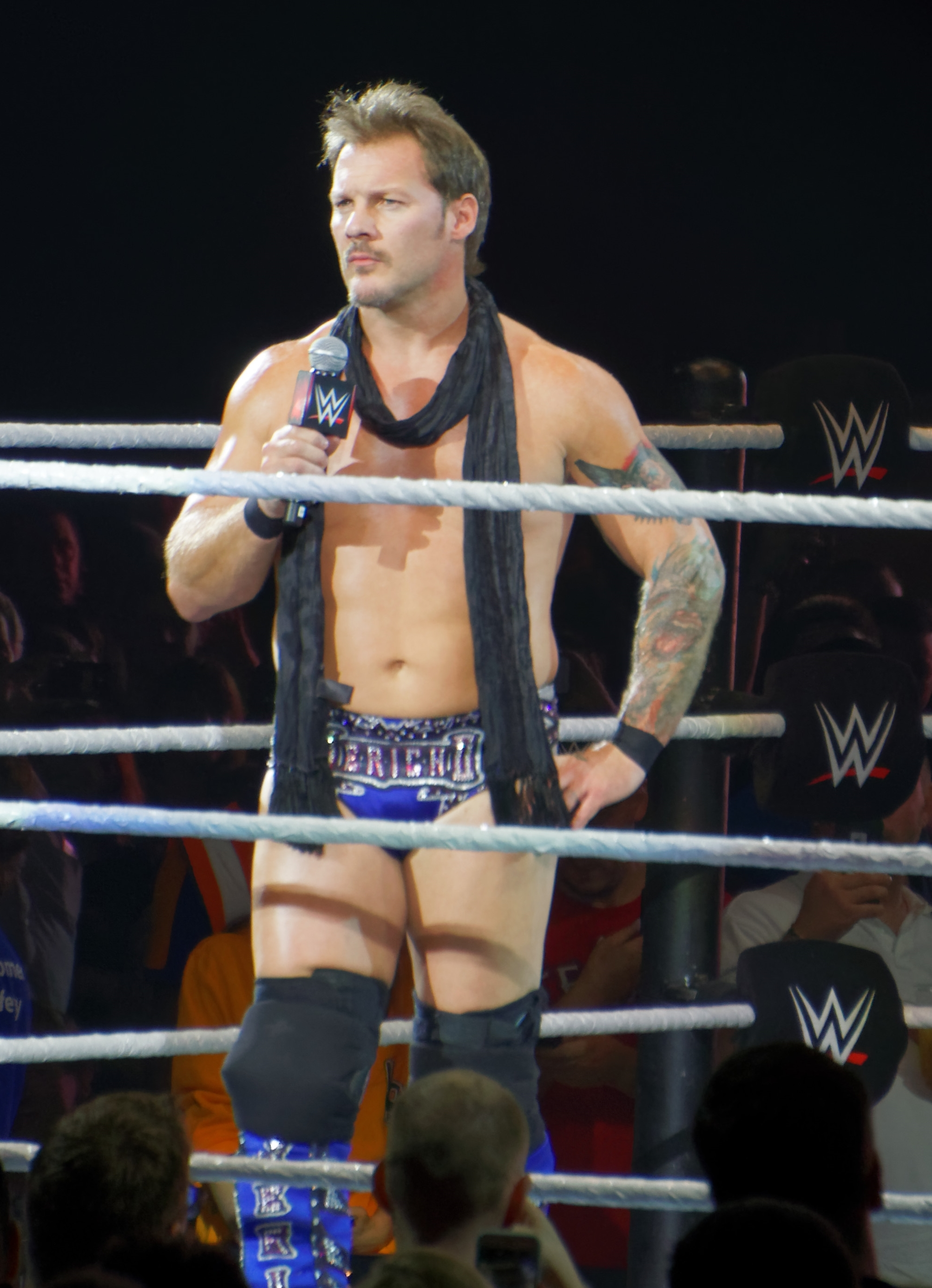
Джерико на шоу WWE в сентябре 2016 года

Затем Джерико вступил во вражду с Энцо Аморе и Большим Кассом, и на эпизоде Raw 1 августа он в команде с Шарлотт победил Энцо Аморе, а затем и чемпионку WWE среди женщин Сашу Бэнкс в матче смешанных команд, после чего Биг Касс вмешался, когда Джерико продолжил нападение на Аморе. На следующей неделе на Raw Джерико объединился с Кевином Оуэнсом и победил Аморе по дисквалификации, когда вмешался Касс. Это привело к командному матчу на SummerSlam, где Джерико и Оуэнс победили Энцо и Касса. В эпизоде Raw от 22 августа Джерико вмешался в матч Оуэнса против Невилла, что позволило ему получить право на участие в четырёхстороннем матче для определения нового чемпиона Вселенной WWE в эпизоде Raw от 29 августа, который выиграл Оуэнс.
На эпизоде Raw 12 сентября Джерико вёл эпизод Highlight Reel с Сами Зейном в качестве гостя, который поставил под сомнение его союз с Оуэнсом, в результате чего Джерико защитил Оуэнса и напал на Зейна. На эпизоде Raw от 19 сентября, почувствовав, что с ним несправедливо обращается генеральный менеджер Мик Фоли, а также из-за того, что другие рестлеры начали его раздражать, Джерико начал вести список под названием «Список Джерико», в котором он записывал имя человека, который его раздражал, и почему. Если кто-то раздражал Джерико, он спрашивал: «Знаешь, что происходит?», а затем кричал: «Ты только что попал в список!» и записывал имя человека. Список Джерико вскоре стал невероятно популярен среди фанатов, многие критики назвали Джерико и его список «одним из лучших моментов трансляции Raw». На Clash of Champions 25 сентября Джерико победил Зайна и помог Оуэнсу в его защите титул чемпиона Вселенной WWE против Сета Роллинса. На Hell in a Cell 30 октября Джерико помог Оуэнсу сохранить титул против Роллинса в матче «Ад в клетке» после того, как Оуэнс распылил огнетушитель на рефери, позволив Джерико войти в клетку.
20 ноября на Survivor Series Джерико объединился с Оуэнсом, Броном Строуменом, Романом Рейнсом и Сетом Роллинсом в команду Raw, которая проиграла. На следующий вечер на Raw, несмотря на то, что ему было запрещено находиться на ринге, Джерико появился в маске Син Кары и напал на Роллинса, в результате чего Оуэнс успешно защитил свой титул. На следующей неделе на Raw возникла напряжённость между Джерико и Оуэнсом после того, как оба заявили, что больше не нуждаются друг в друге, а позже Джерико был атакован Роллинсом на парковке. На Roadblock: End of the Line 18 декабря Джерико проиграл Роллинсу после того, как Оуэнс не смог помочь ему. Позже в тот же вечер Джерико намеренно напал на Оуэнса, чтобы помешать Рейнсу завоевать титул. После того, как в конце 2016 года Джерико и Оуэнс не смогли отвоевать у Рейнса титул чемпиона Соединённых Штатов WWE в нескольких одиночных матчах, 9 января на Raw Джерико победил Рейнса в матче с гандикапом, в котором также участвовал Оуэнс и завоевал титул чемпиона Соединённых Штатов. Таким образом, Джерико выиграл свой первый титул за почти семь лет, а также стал чемпионом Большого шлема в нынешнем формате.
На Royal Rumble Джерико стал вторым участником матча «Королевская битва», продержавшись более часа (тем самым побив рекорд по суммарному времени — более пяти часов) и став предпоследним, после чего был выброшен Рейнсом. В феврале между Джерико и Оуэнсом возникла напряжённость после того, как Джерико от имени Оуэнса принял вызов Голдберга на бой за титул чемпиона Вселенной WWE, что вызвало недовольство Оуэнса. В эпизоде Raw от 13 февраля Джерико устроил «Фестиваль дружбы» для Оуэнса, который не был впечатлён и напал на Джерико, положив конец их союзу. Джерико вернулся на Fastlane 5 марта, отвлекая Оуэнса во время его матча с Голдбергом, из-за чего Оуэнс потерял титул. Это привело к тому, что матч между Джерико и Оуэнсом был назначен на WrestleMania 33, причём на кону стоял титул чемпиона Соединённых Штатов, принадлежащий Джерико. На WrestleMania Джерико проиграл чемпионство Оуэнсу. На Payback 30 апреля Джерико победил Оуэнса, вернул себе титул и перешёл на бренд SmackDown, но через два дня снова проиграл его. После матча Оуэнс напал на Джерико, которого унесли на носилках. Таким образом, Джерико был списан с телевидения, чтобы он мог выполнить свои обязательства по гастролям и продвижению своего нового альбома с группой Fozzy. Джерико совершил неожиданное возвращение на домашнем шоу в Сингапуре 28 июня, где он проиграл Хидео Итами.

#### Заключительные матчи и уход (2017—2018)
В эпизоде SmackDown от 25 июля Джерико совершил своё телевозвращение, прервав ссору между Кевином Оуэнсом и Эй Джей Стайлзом, чтобы получить свой матч-реванш за титул чемпиона Соединённых Штатов WWE, принадлежащий Оуэнсу. Позже Джерико принял участие в матче «тройная угроза» против Оуэнса и Стайлза за титул, в котором Джерико был удержан Стайлзом. Шоу состоялось в Ричмонде и это стало последним матчем Джерико в WWE в США.
22 января 2018 года, во время 25-й годовщины Raw, Джерико появился за кулисами в сегменте с Элайасом, внеся его в «Список Джерико». На Greatest Royal Rumble Джерико стал последним участником «Величайшей королевской битвы», выбросив Шелтона Бенджамина, после чего его выбросил победитель Брон Строумен. Это событие стало последним выступлением Джерико в WWE.
В сентябре 2019 года, во время интервью для подкаста Mature Audiences Mayhem, Джерико объяснил, что произошёл инцидент, который заставил его окончательно принять решение покинуть WWE. Несмотря на то, что Джерико проработал в WWE 15 лет, на WrestleMania 33 в 2017 году матч между Джерико и Кевином Оуэнсом (устоявшаяся вражда) прошёл вторым на шоу. Это решение, принятое Винсом Макмэном, побудило Джерико искать работу в другом месте.

#### Камео (2022)
На эпизоде Raw от 27 июня 2022 года Джерико появился в видеообращении, чтобы поздравить Джона Сину с 20-летием карьеры в WWE

### Возвращение в New Japan Pro-Wrestling (2017—2020)

#### Вражда с Кенни Омегой (2017—2018)
5 ноября 2017 года Джерико вернулся в NJPW в предварительно записанном ролике, бросив вызов Кенни Омеге на матч на Wrestle Kingdom 12 в «Токио Доум». Вызов был немедленно принят Омегой, и на следующий день NJPW официально объявила о матче за титул чемпиона Соединённых Штатов IWGP, принадлежащем Омеге. Матч, названный «Альфа против Омеги», стал первым матчем Джерико за пределами WWE с момента его ухода из WCW в июле 1999 года. Журналист Дэйв Мельтцер написал, что контракт Джерико с WWE истёк, и он стал свободным агентом. NJPW также назвала Джерико свободным агентом. В противоположность этому, газета Tokyo Sports описала, что Джерико все ещё находится под контрактом с WWE, и что председатель WWE Винс Макмэн дал ему разрешение провести этот матч в NJPW. Это был его первый матч в NJPW за почти 20 лет. Джерико вернулся лично на шоу World Tag League 11 декабря, атаковав Омегу после его матча, утвердив себя в роли хила. На следующий день на пресс-конференции Wrestle Kingdom 12 Джерико и Омега вступают во вторую физическую перепалку. Из-за этих двух инцидентов NJPW превратила матч 4 января в матч без дисквалификаций. На этом шоу Джерико победил Омегу. Позже стало известно, что матч получил пятизвёздочный рейтинг от Дэйва Мельтцера из Wrestling Observer Newsletter. Это была первая подобная оценка в его карьере.

#### Интерконтинентальный чемпион IWGP (2018—2019)
В ночь после Wrestle Kingdom 12 на New Year Dash!!! 2018, Джерико напал на Тэцую Найто. 4 мая Джерико снова напал на Найто на Wrestling Dontaku, что привело к матчу между ними на Dominion 6.9 in Osaka-jo Hall, в котором он победил Найто и выиграл интерконтинентальное чемпионство IWGP. На King of Pro-Wrestling Джерико напал на Ивила перед его матчем с Заком Сейбром-младшим. За кулисами Джерико вызвал Ивила на матч за титул интерконтинентального чемпиона IWGP на Power Struggle. На этом шоу Джерико заставил Ивила сдаться, чтобы сохранить титул интерконтинентального чемпиона IWGP. После матча Джерико отказался разорвать захват, пока Тэцуя Найто не пришёл на помощь и не бросил вызов Джерико. Несмотря на то, что Джерико заявил, что Найто не получит матч-реванш, матч был официально назначен на Wrestle Kingdom 13. 15 декабря NJPW провела пресс-конференцию, посвящённую матчу Джерико и Найто за интерконтинентальное чемпионство IWGP. Пресс-конференция закончилась, когда Найто плеснул водой в лицо Джерико, что привело к драке между ними, после чего их разняли. Позже в тот же день во время шоу Road to Tokyo Dome Джерико избил Найто стальным стулом, а после заявил, что на Wrestle Kingdom 13 он завершит карьеру Найто. На этом шоу Джерико был побеждён Найто, потеряв при этом интерконтинентальное чемпионство IWGP.

#### Разовые появления (2019—2020)
На Dominion 6.9 in Osaka-jo Hall Джерико бросил вызов Кадзутике Окаде за титул чемпиона IWGP в тяжёлом весе, но потерпел поражение. После матча Джерико напал на Окаду, в результате чего Хироси Танахаси спас его. Джерико вернулся 3 ноября на Power Struggle и вызвал Танахаси на матч на Wrestle Kingdom 14. 28 декабря было объявлено, что если Танахаси победит Джерико, то ему будет предоставлен матч за звание чемпиона мира AEW. Во время второй ночи Wrestle Kingdom 5 января 2020 года Джерико победил Танахаси.

### All Elite Wrestling (2019—н.в.)

#### Первый чемпион мира AEW (2019—2020)

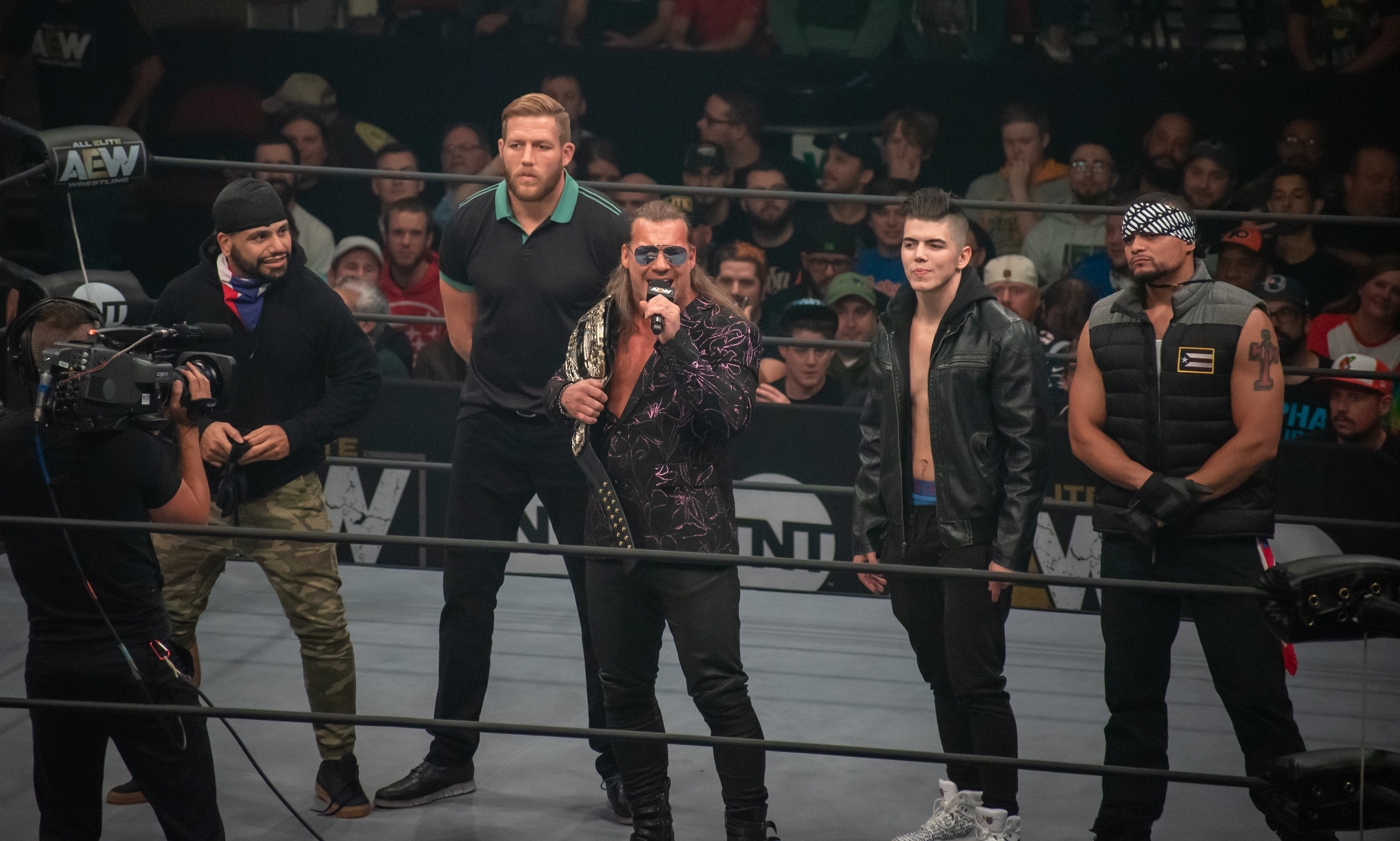
Джерико обращается к зрителям во время Dynamite с недавно сформированной группировкой «Внутренний круг» в октябре 2019 года

8 января 2019 года Джерико неожиданно появился на мероприятии для СМИ, организованном начинающим промоушеном All Elite Wrestling (AEW). Вскоре после этого Джерико был снят на видео, где он подписал трёхлетний контракт с AEW и пожал руку президенту компании Тони Хану. 25 мая Джерико победил Кенни Омегу на первом шоу Double or Nothing, а затем победил Адама Пейджа на All Out и стал первым в истории чемпионом мира AEW.
На премьерном эпизоде Dynamite 2 октября Джерико объединился с Сэмми Геварой, Джейком Хагером, Сантаной и Ортизом, создав группировку, которая стала называться «Внутренний круг». Джерико успешно защитил титул против Дарби Аллина в эпизоде Dynamite от 16 октября и Коди на Full Gear 9 ноября. В эпизоде Dynamite после Full Gear Джерико и Гевара бросили вызов SoCal Uncensored (Фрэнки Казариан и Скорпио Скай) за командное чемпионство мира AEW, но им не удалось победить, когда Скай удержал Джерико, что стало его первым поражением в AEW. Джерико успешно удержит титул чемпиона мира AEW против Скорпио на эпизоде Dynamite 27 ноября.
В декабре «Внутренний круг» начал пытаться заманить Джона Моксли в свою группировку. В эпизоде Dynamite от 8 января 2020 года Моксли сначала присоединился к группировке, однако позже выяснилось, что это была уловка Моксли, так как он напал на Джерико и Сэмми Гевару. Затем Моксли стал претендентом номер один на чемпионский титул Джерико на Revolution 29 февраля, где Моксли победил Джерико и завоевал титул, завершив его первое чемпионство продолжительностью 182 дня.

#### Общество признания Джерико (с 2021)

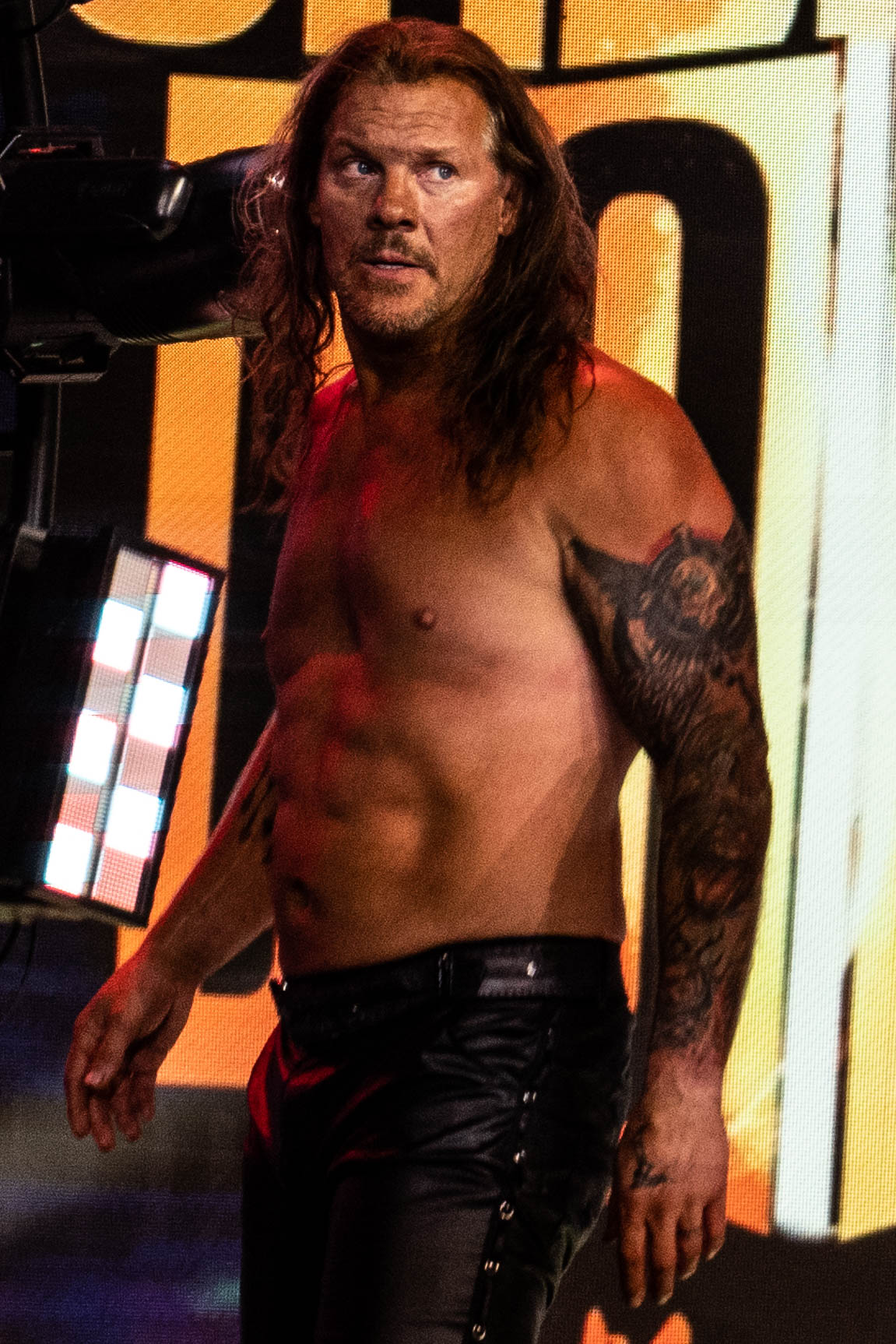
Джерико в июне 2022 года

10 августа 2022 года на Dynamite Джерико бился за временное чемпионство, которым владел Джон Моксли. Крис провёл в матче все свои фирменные приёмы, а также ударил Моксли битой по голове, но Моксли все равно смог победить. После матча приключилась большая потасовка при участии Общества признательности Джерико, а также друзей и партнёров Моксли. Последнее слово в потасовке сказал вернувшийся Си Эм Панк, который на тот момент владел «основным» Чемпионством AEW.
Джерико переместился в противостояние с Брайаном Дэниелсоном, который попытался переманить в Блэкпульский бойцовский клуб Даниэля Гарсию. Их матч был назначен на All Out, и этот поединок выиграл Джерико. Почти сразу же после этого рестлеры встретились в полуфинале турнира за Чемпионство AEW, которое было объявлено вакантным. Этот матч выиграл Дэниелсон, выйдя в финал турнира. Джерико же бросил вызов другому рестлеру БКБ Чемпиону Мира ROH Клаудио Кастаньоли на матч за его титул на специальном шоу Dynamite «Большой шлем» в Нью-Йорке. Кастаньоли вызов принял, и матч был назначен. Сильнее в нём оказался Джерико, который победил после Эффекта Иуды, проведённого вслед за ударом в пах. Таким образом Джерико стал восьмикратным Чемпионом Мира.

## Личная жизнь
Ирвайн женился на Джессике Локхарт 30 июля 2000 года. Они живут в Одессе, Флорида, со своими тремя детьми: сыном Эшем Эдвардом Ирвайном (род. 2003) и дочерьми-близнецами Сьеррой Лореттой «Сиси» Ирвайн и Шайенн Ли «Шей» Ирвайн (род. 2006). Все троё были гостями его подкаста Talk Is Jericho, где сын обсуждал рыб, а дочери — литературу. У Ирвайна три кошки. В октябре 2020 года Ирвайн, по сообщениям, пожертвовал $3000 на президентскую кампанию Дональда Трампа.
Ирвайн — христианин. У него есть татуировка с именем его жены на безымянном пальце. На тыльной стороне руки у него буква F, символизирующая группу Fozzy. С 2012 года он постепенно набил «рукав» на левой руке. Среди его татуировок: обложка альбома Fozzy «Sin and Bones», фонарь из тыквы (вокалист Avenged Sevenfold М. Шэдоус, который сотрудничал с Fozzy в работе над треком Sandpaper с альбома Sin and Bones, также сделал соответствующую татуировку), озёрное чудовище и он сам времён дебюта в WWF в 1999 году.
5 июля 2004 года Ирвайн был награждён орденом Манитобы «Охота на буйвола» за свои достижения в рестлинге и приверженность работе с обездоленными детьми.
Ирвайн является поклонником японской сети круглосуточных магазинов Lawson, в которых Ирвайн часто делал покупки, когда выступал в Японии в 1990-х годах. Ирвайн до сих пор посещает Lawson всякий раз, когда возвращается в Японию, будь то рестлинг или гастроли с Fozzy.

## В рестлинге
- Музыкальные темы

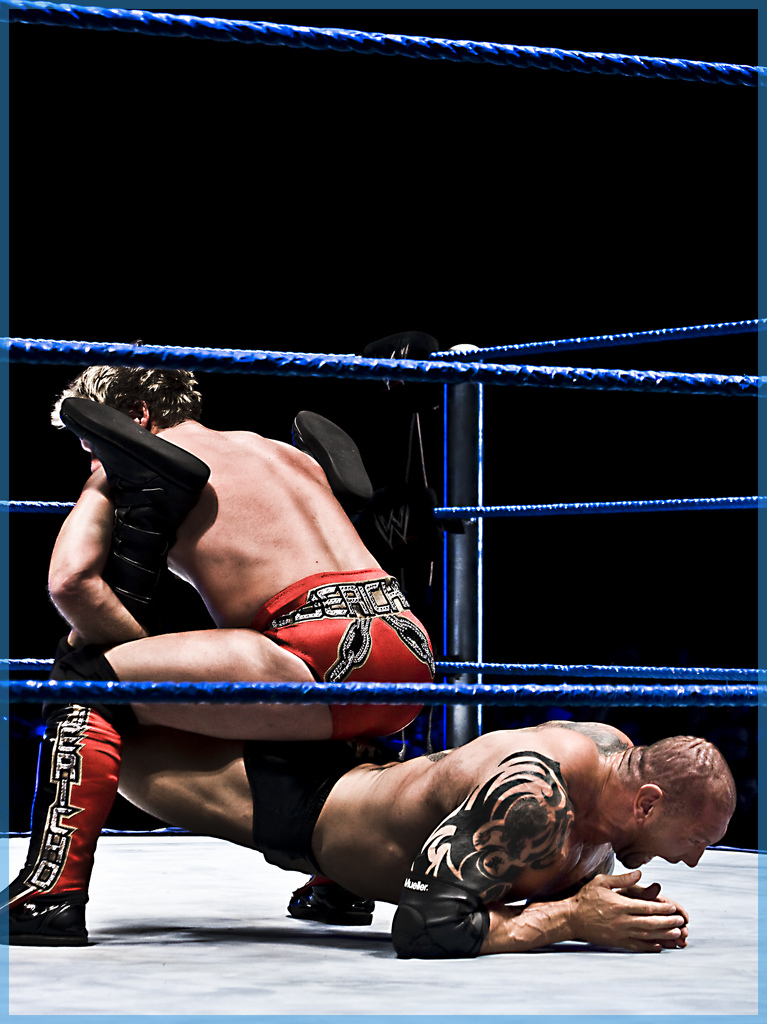
Джерико проводит Walls of Jericho

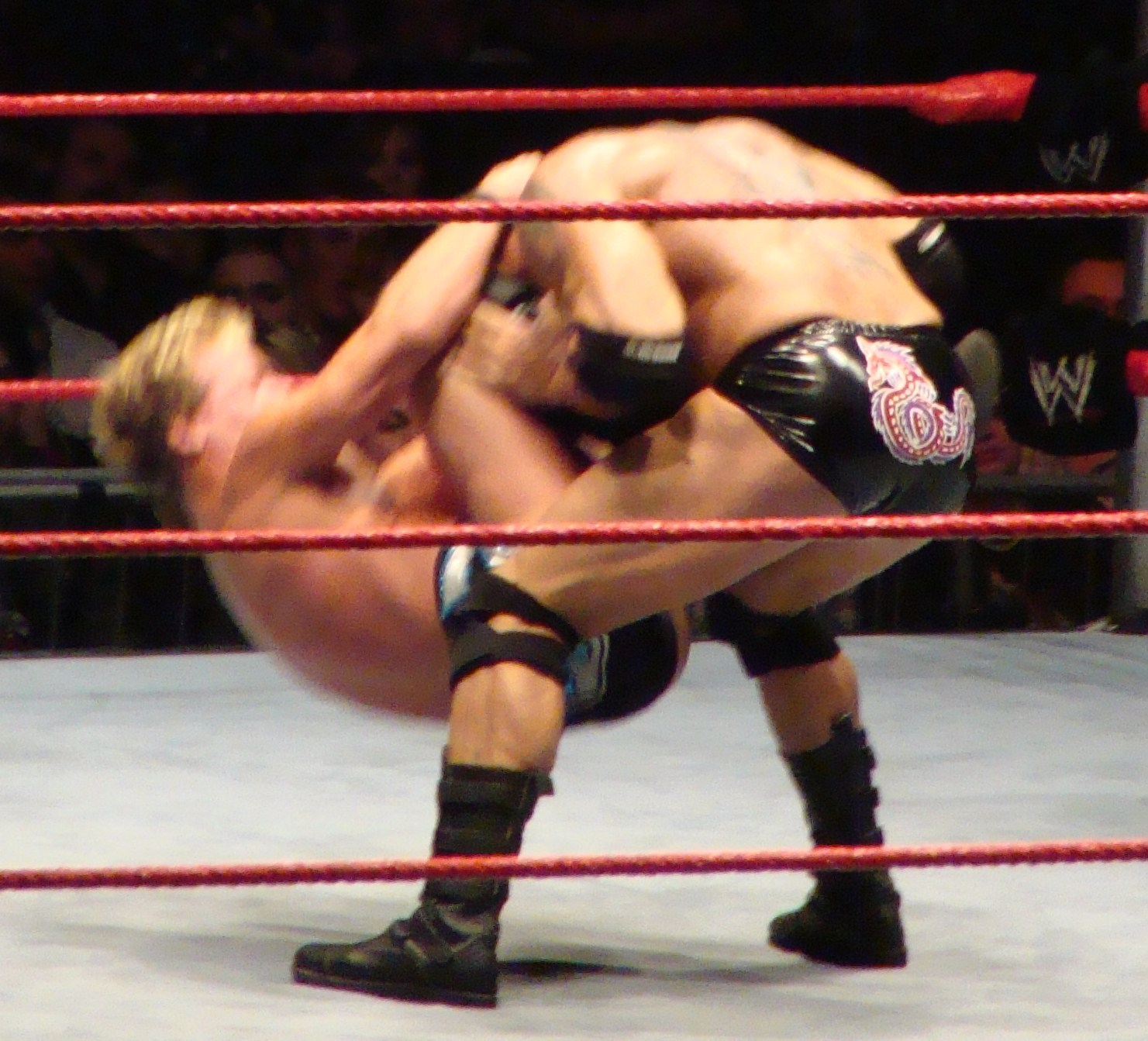
Джерико проводит Codebreaker

  - «Unskinny Bop» от Poison (CWC/WFWA, 1990—1991)[233]
  - «Tease Me Please Me» от Scorpions (WFWA/CNWA/CRMW, 1991—1993))[233]
  - «Overnight Sensation» от FireHouse (FMW, 1991)[233]
  - «Silent Jealousy» от X Japan (FMW, 1992)[233]
  - «You’re Invited (But Your Friend Can’t Come)» от Vince Neil (CRMW/IWA, 1993—1996)[233]
  - «Gonna Make You Sweat (Everybody Dance Now)» от C+C Music Factory featuring Freedom Williams (CMLL, 1993)[233]
  - «Enter Sandman» от Metallica (CMLL, 1993—1995)[233]
  - «Rock America» от Danger Danger[234] (SMW, 1994)[233]
  - «Thunder Kiss '65» от White Zombie (WAR, 1994—1996)[233]
  - «Soul-Crusher» от White Zombie (ECW, 1996)[234]
  - «Electric Head, Pt. 2 (The Ecstasy)» от White Zombie (ECW; 1996)[234]
  - «All The Days (Instrumental)» от Mammoth (WCW; 1996—1997)[233]
  - «Super Liger» от New Japan Pro-Wrestling (NJPW; 1997)
  - «One Crazed Anarchist» от Aircraft Music Library[234] (WCW; 1997—1999)[235]
  - «Break Down the Walls/Break the Walls Down» от Adam Morenoff[236] (WWF/WWE; 9 августа 1999 — 25 августа 2005; 19 ноября 2007 — 27 сентября 2010; 2 января 2012 — 25 июля 2017)[234]
  - «King of My World» от Saliva (WWE; 17-18 ноября 2002)[234]
  - «Don’t You Wish You Were Me» от Fozzy (WWE; 2004)[234]
  - «Crank the Walls Down» от Maylene and the Sons of Disaster[234] (WWE; 31 июля 2009 — 4 января 2010; использовалась в команде с Big Show)[237][238]
  - «Fight» от CFO$ (WWE; 8 августа 2016 — 13 февраля 2017; использовалась в команде с Кевином Оуэнсом)[239]
  - «Judas» от Fozzy (NJPW, AEW; 11 декабря 2017 — настоящее время)

## Титулы и достижения
- Canadian Rocky Mountain Wrestling

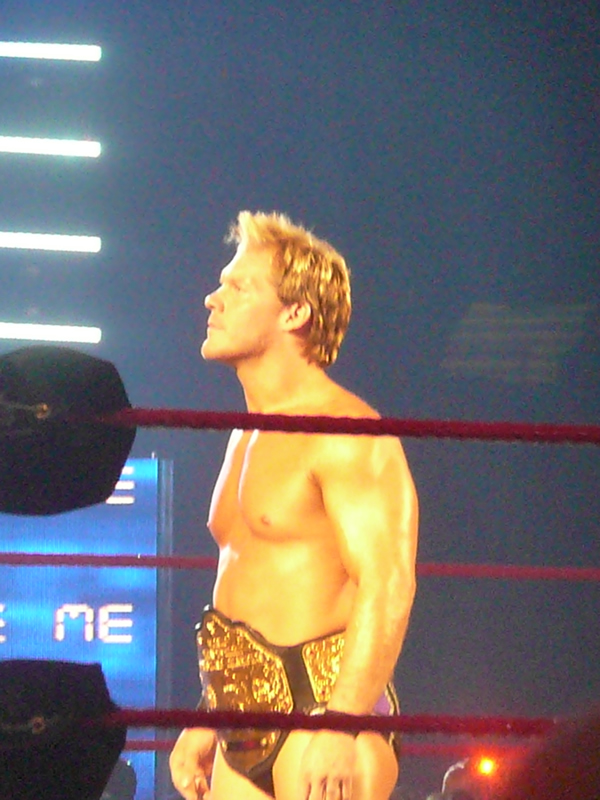
Джерико с поясом чемпиона мира в тяжёлом весе

  - Чемпион CRMW в тяжёлом весе (1 раз)[240]
  - Североамериканский командный чемпион CRMW (2 раза) — с Лэнсом Штормом[240]
- Consejo Mundial de Lucha Libre
  - Чемпион мира NWA в полутяжёлом весе (1 раз)1[241]
- Wrestle Association «R» (WAR)
  - Интернациональный чемпион WAR в полутяжёлом весе (1 раз)[242]
  - Командный интернациональный чемпион WAR в полутяжёлом весе (1 раз)[243] — с Гедо[240]
- World Wrestling Association
  - Мировое командное чемпионство WWA (1 раз) — с Эл Дэнди[240]
- Extreme Championship Wrestling
  - Мировой телевизионный чемпион ECW (1 раз)[244]
- Pro Wrestling Illustrated
  - Группировка года (2021) — «Внутренний круг»
  - Вражда десятилетия (2000-е) пр. Шона Майклза
  - Вражда года (2008) пр. Шона Майклза
  - Вражда года (2021) пр. MJF[245]
  - Самый ненавидимый рестлер года (2002, 2008)[246]
  - № 2 в топ 500 рестлеров в рейтинге PWI 500 в 2009[247]
- World Championship Wrestling
  - Чемпион WCW в первом тяжёлом весе (4 раза)[248]
  - Телевизионный чемпион мира WCW (1 раз)[249]
- All Elite Wrestling
  - Чемпион мира AEW (первый в истории, 1 раз)
- Ring of Honor
  - Чемпион мира ROH (2 раза)[3]
- World Wrestling Federation/Entertainment/WWE
  - Неоспоримый чемпион WWF (1 раз)5[250]
  - Чемпион мира в тяжёлом весе (3 раза)[251][252]
  - Чемпион мира/чемпион WCW (2 раза)2[253]
  - Интерконтинентальный чемпион (9 раз)3[254]
  - Чемпион Соединённых Штатов WWE (2 раза)
  - Европейский чемпион WWF (1 раз)[255]
  - Хардкорный чемпион WWF (1 раз)[256]
  - Командное чемпионство мира (5 раз) — с Крисом Бенуа (1), Скалой (1), Кристианом (1) и Эджем (1) и Биг Шоу (1)4[257]
  - Командное чемпионство WWE (2 раза) — с Эджем (1), Биг Шоу (1) 4[258]
  - Трофей Bragging Rights (2009) — как капитан команды SmackDown!
  - Награда «Слэмми»:
    - Суперзвезда года (2008)[259]
    - Команда года (2009) — вместе с Биг Шоу
    - Экстремальный момент года)2014)

  - Девятый чемпион Тройной короны
  - Четвёртый чемпион Большого шлема
- New Japan Pro-Wrestling
  - Интерконтинентальный чемпион IWGP (1 раз)
- Wrestling Observer Newsletter
  - Рестлер года (2008, 2009, 2019)[260]
  - Лучшее интервью (2003, 2008, 2009, 2019)[261]
  - Лучшее интервью десятилетия (2000—2009)[262]
  - Вражда года (2008) против Шона Майклза
  - Матч года (2008) против Шона Майклза матч с лестницами на No Mercy
  - Самый недооценённый рестлер (1999, 2000)
  - Любимый рестлер читателей (1999)
  - Лучшая рестлинг книга (2011) — Undisputed: How to Become the World Champion in 1,372 Easy Steps
  - Лучшее рестлинг-DVD (2010) — Breaking the Code: Behind the Walls of Chris Jericho
  - Зал славы WON (2010)
  - Лучшие кассовые сборы (2019)
  - Самый ценный рестлер США/Канады (2019)
  - Самый харизматичный (2019)

1 ↑  Несмотря на то, что использовались инициалы NWA, Consejo Mundial de Lucha Libre более не входило в National Wrestling Alliance. В результате NWA не признаёт это чемпионство.

2 ↑  Оба титула были выиграно во время или сразу после The Invasion. Два титула были объединены и Джерико стал первым в истории Объединённым чемпионом WWE.

3 ↑  Джерико владел титулом вместе с Чайной во время своего второго чемпионства.

4 ↑  После того, как Эдж травмировался, Джерико выбрал своим партнёром по команде Биг Шоу в качестве замены, таким образом смены чемпионства не происходило.

5 ↑  Чемпионство Джерико проходило во время объединения титулов чемпиона WWE и чемпиона мира в тяжёлом весе WCW, таким образом он стал первым в истории неоспоримым чемпионом WWF.